# Centre històric de la Ciutat de Panamà
El centre històric de la Ciutat de Panamà a l'estat dePanamà on va ser traslladada la capital i tornada a fundar la ciutat, el 1673. Aquesta nova ciutat, traçada de forma reticular cap als quatre punts cardinals, es va caracteritzar per la axialitat dels carrers i postics, el que li va valer ser considerada un model clàssic de ciutat indiana. És en una petita península, envoltada d'un mantell d'esculls rocosos, dins de l'actual corregiment de Sant Felipe. El 1997, el nucli antic de Panamà va ser inclòs en la llista de llocs del Patrimoni de la Humanitat de la UNESCO.

## Història

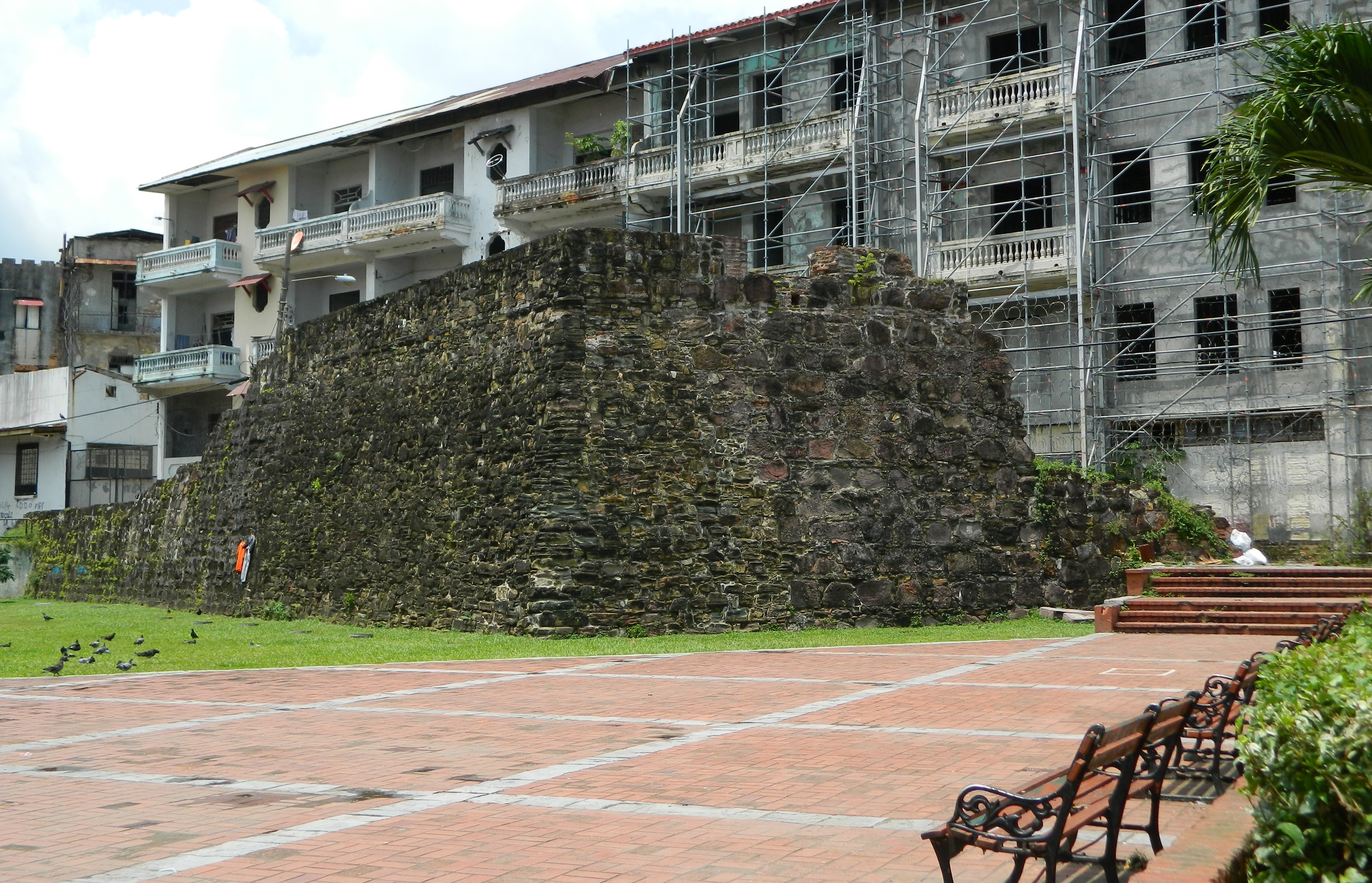
Restes del Baluard Mano de Tigre

L'assentament original de la ciutat de Panamà, que avui conforma el jaciment arqueològic de Panamà Vell, va ser saquejat per pirates anglesos al comandament d'Henry Morgan el gener de 1671. Arran d'aquest incident, la ciutat va quedar destruïda gairebé íntegrament. La Corona espanyola va aprovar llavors el trasllat de la ciutat a una petita península, a aproximadament 8 km de l'assentament original. Aquesta península era envoltada d'esculls que quedaven exposats quan la marea era baixa, cosa que dificultaria l'aproximació de naus enemigues. Els treballs de construcció van ser supervisats pel nou governador, Antonio Fernández de Córdoba, un soldat amb vasta experiència en la construcció de fortificacions militars.
Es va celebrar la fundació de la nova ciutat el 21 de gener de 1673, dos anys després de l'atac pirata. Inicialment va ser constituïda per prop de 300 habitatges pertanyents a les famílies adinerades de l'època i envoltada per gruixudes muralles que l'excloïen de la resta de la població. El punt central d'aquesta nova ciutat l'ocupava la Plaça Major, enfront de la qual s'alça la Catedral Metropolitana.
El sistema de muralles construït al voltant d'aquesta ciutat tenia un propòsit eminentment militar, a fi d'evitar un nou atac dels pirates. Va ser així com es van construir tres poderosos baluards: Barlovento, Mano de Tigre i la Puerta de Tierra. Aquest últim tenia la funció d'entrada i sortida de la ciutat cap al raval, com era anomenada la ciutat extramurs. A final del segle xviii es va reforçar el front marí, amb la construcció del baluard i punta de Chiriquí, completat amb un sistema de voltes.
Malgrat tots els esforços per conservar fora de perill extern la ciutat, la nova ciutat va ser víctima durant el segle xviii de tres grans incendis que la van destruir parcialment i en van modificar l'estructura inicial. La configuració actual data de la darreria del segle xix i de la primera meitat del segle xx. Aquesta reestructuració permet inserir dins de les ruïnes i edificis colonials, edificacions neoclàssiques, afroantillanes i petites mostres d'art decò, fet que la diferencia d'altres nuclis antics de ciutats com Cartagena de Indias i Quito, que tenen un estil gairebé exclusivament colonial.

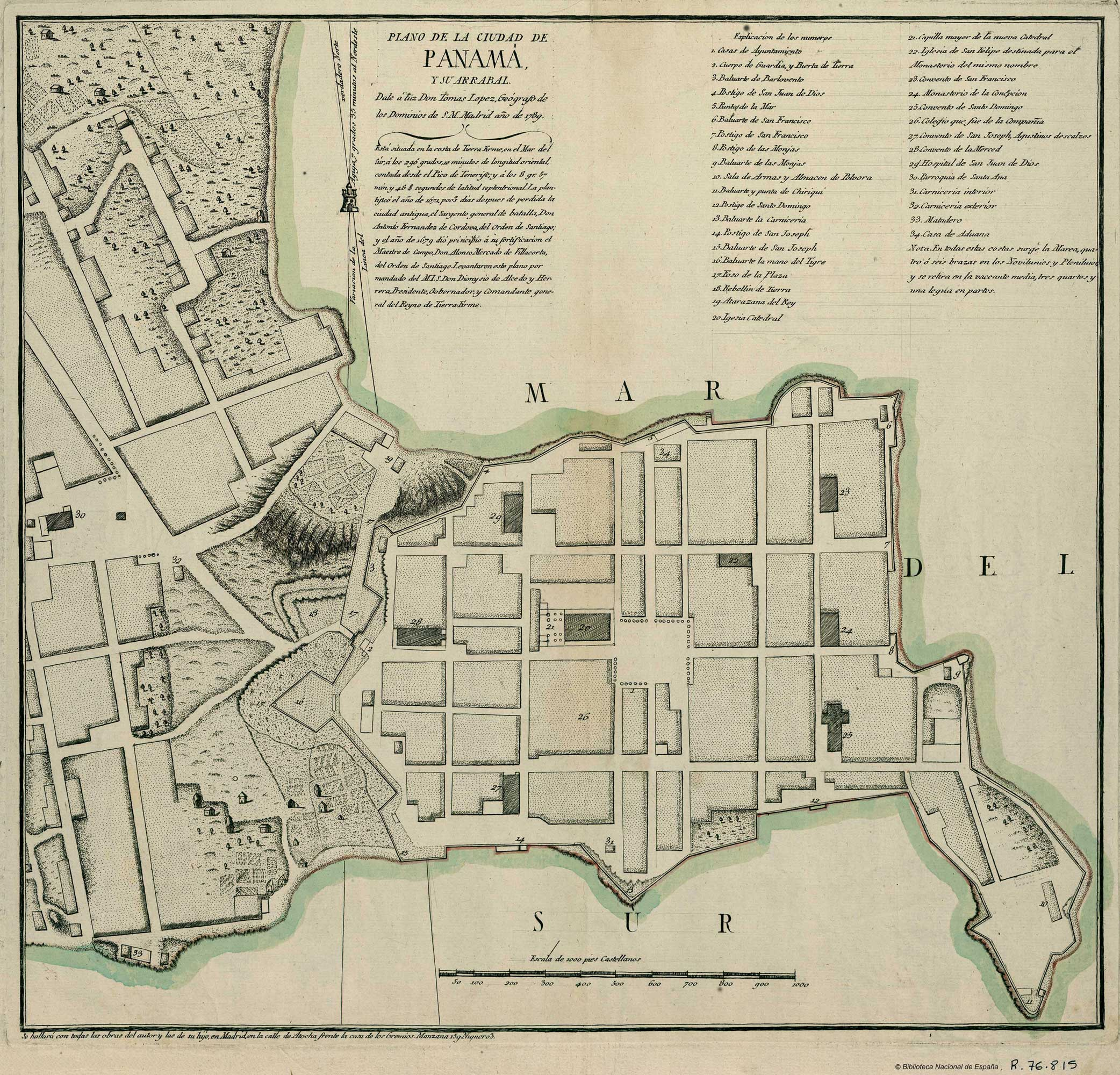
Mapa de la Ciutat de Panamà i el seu raval el 1789
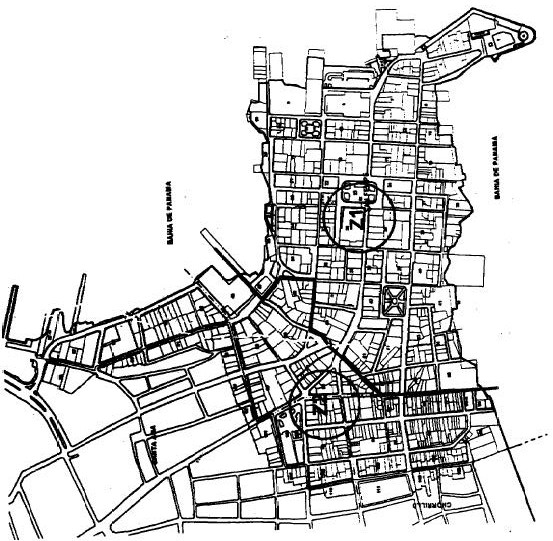
Plànol del centre històric
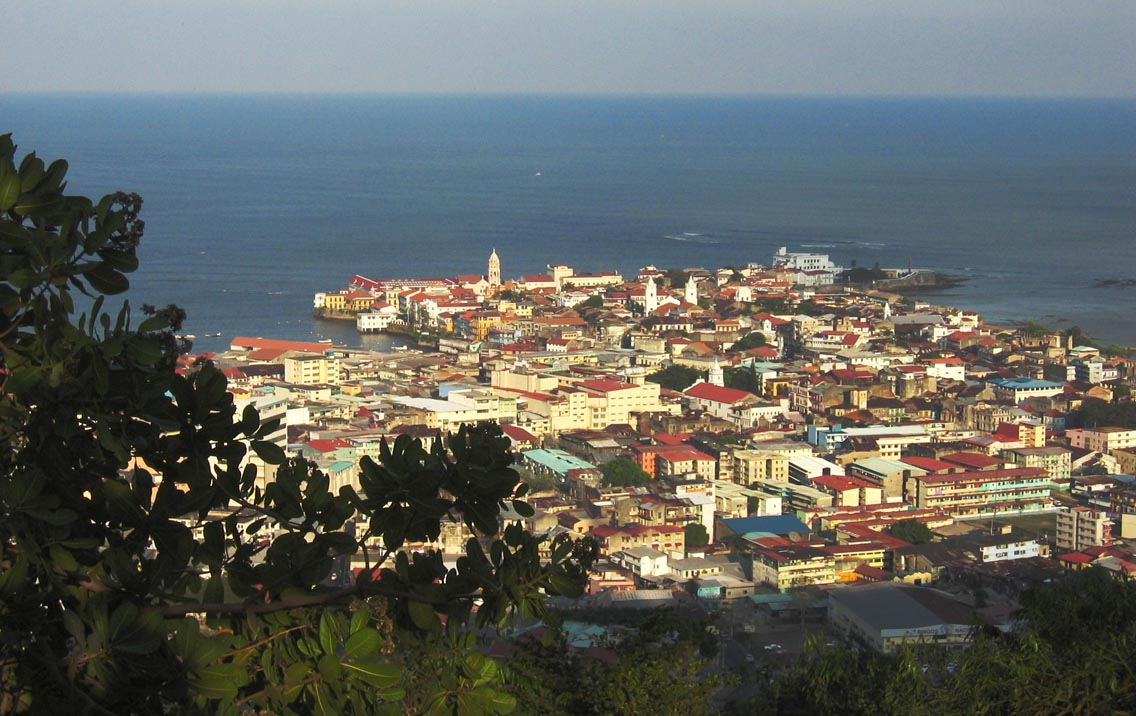
Vista general
Vista panoràmica del nucli antic de la ciutat de Panamà

## Llocs d'interès

### Places i rodalia
El nucli antic té quatre places principals: la Plaça de la Independència, la primera i única plaça durant diversos segles; la Plaça Bolívar i la Plaça Herrera, construïdes en terrenys erms que van quedar dels incendis que van assolar la ciutat; i la Plaça de Francia, construïda el 1922 per honrar al poble francès, pioner en la construcció del Canal de Panamà.

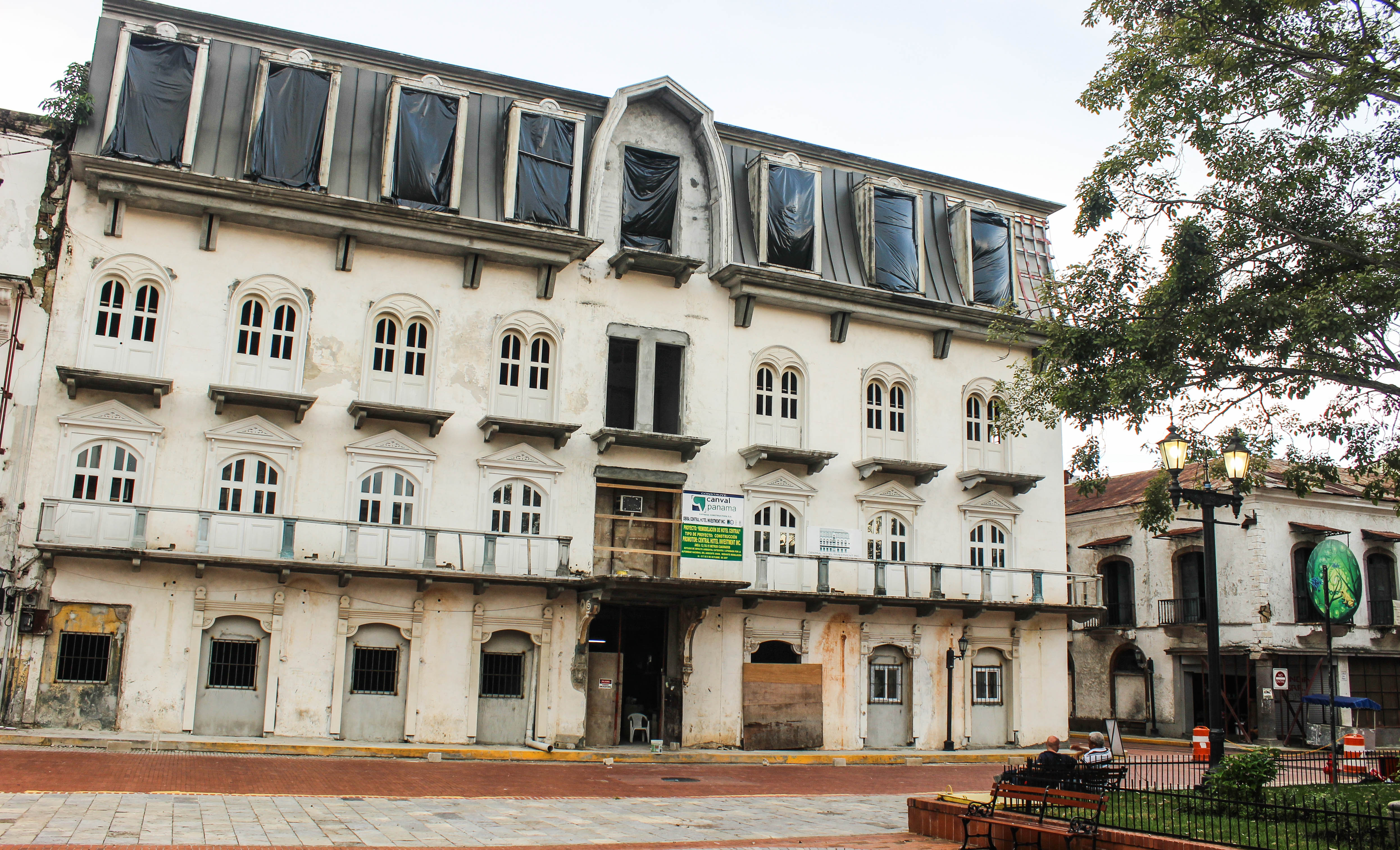
Hotel Central, a la plaça de la Independència

#### Plaça Major o de la Independència
La Plaça Major, o Plaça Catedral com se coneix col·loquialment, va ser dissenyada originalment de forma quadrada amb una superfície de 57 x 57 metres sense tenir en compte els carrers circumdants, és a dir 3.250 m². El segle xix, la plaça va ser allargada, ja que una de les illes del lateral nord va ser reculada.
Al voltant de la Plaça Major, actual Plaça de la Independència, es troben la Catedral Metropolitana de Panamà, el Palau Municipal, el Museu del Canal Interoceànic i el Gran Hotel Central. La Catedral metropolitana, exemple d'arquitectura colonial espanyola, va ser construïda entre 1688 i 1796. Els edificis del Museu del Canal i del Palau Municipal, aquest últim de notable influència neoclàssica, daten de finals del segle xix i principis del segle XX respectivament.

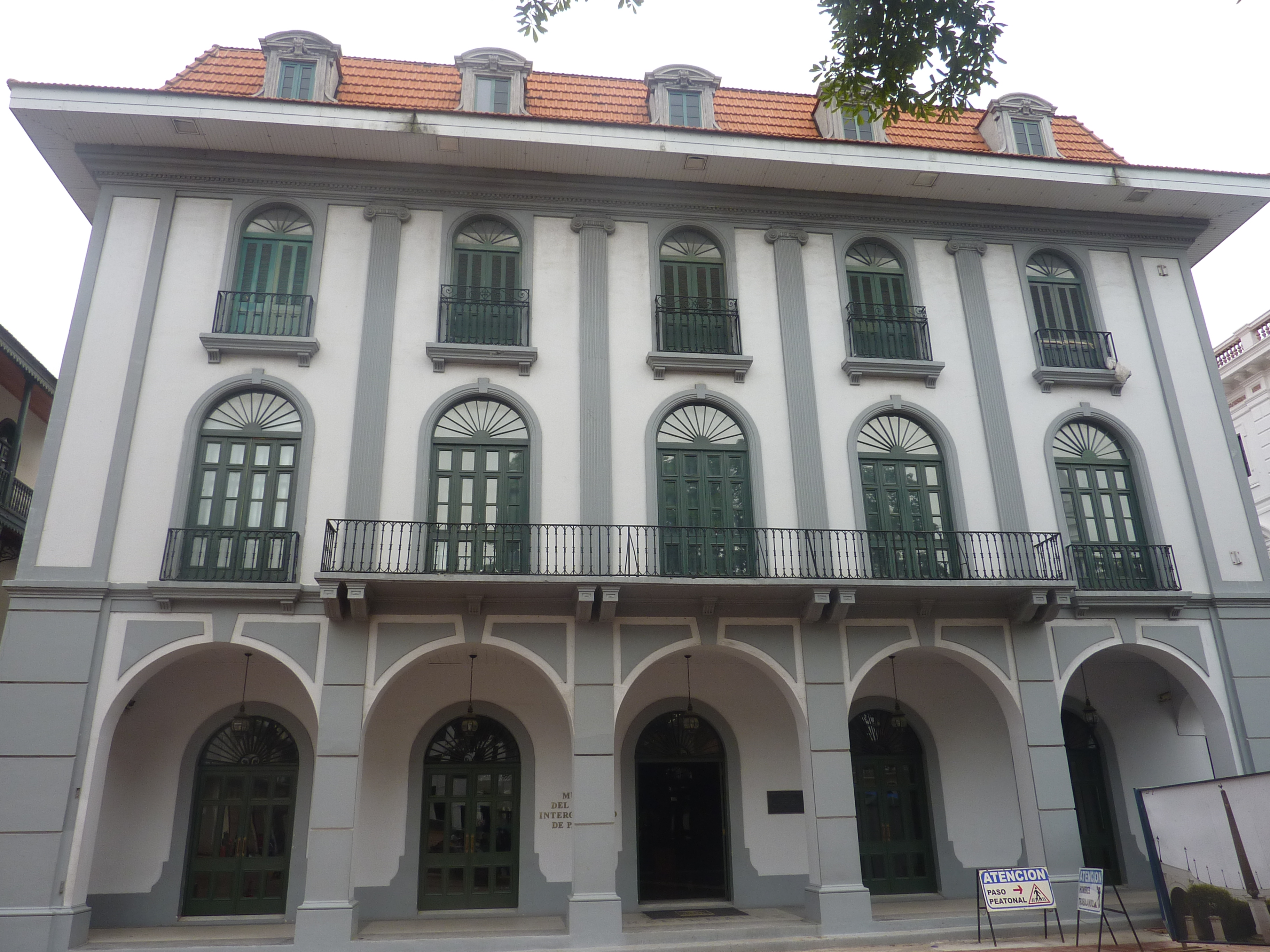
Museu del Canal Interoceànic

#### Plaça Herrera
La Plaça Herrera es va construir sobre el terreny erm que va deixar l'incendi de 1781, que va destruir tota l'illa de cases. Originalment se la va conèixer com a Plaça del Triomf i era utilitzada per corregudes de toros. No va ser fins al 1887 que rep el seu nom actual en honor del General Tomás Herrera. Al voltant d'aquesta plaça es troben la casa Boyacá, l'edifici la Reformada, primer d'altura al país i l'Hotel Panamericano creat per la signatura d'arquitectes Villanueva y Tejeira.

#### Plaça Bolívar
La Plaça Bolívar, originalment coneguda com a Plaça de San Francisco, sorgeix d'un incendi que va devorar tota una illa de cases i va deixar el terreny erm. El nom actual el rep el 1926, amb motiu del centenari del Congrés Anfictiònic. Enmig de la plaça es va aixecar un monument en honor de Simón Bolívar. Al voltant d'aquesta plaça es troben l'església de San Francisco, El Palau Bolívar, l'Hotel Colombia, l'església Sant Felipe de Neri, i les Cases Heurtematte i el Teatre Nacional.

#### Plaça de Francia
La Plaça de Francia o les Voltes data de 1922, creada en el baluard de Chiriquí en remembrança de l'intent truncat dels francesos per construir el Canal de Panamà. Aquesta plaça és semicircular amb influències neorrenacentistes. Al centre s'aixeca un obelisc coronat amb un gall, símbol del poble francès. Envoltant aquest obelisc es troben els busts dels enginyers pioners del canal i unes arcades sota les quals es troben deu plaques que narren la història del Canal de Panamà.

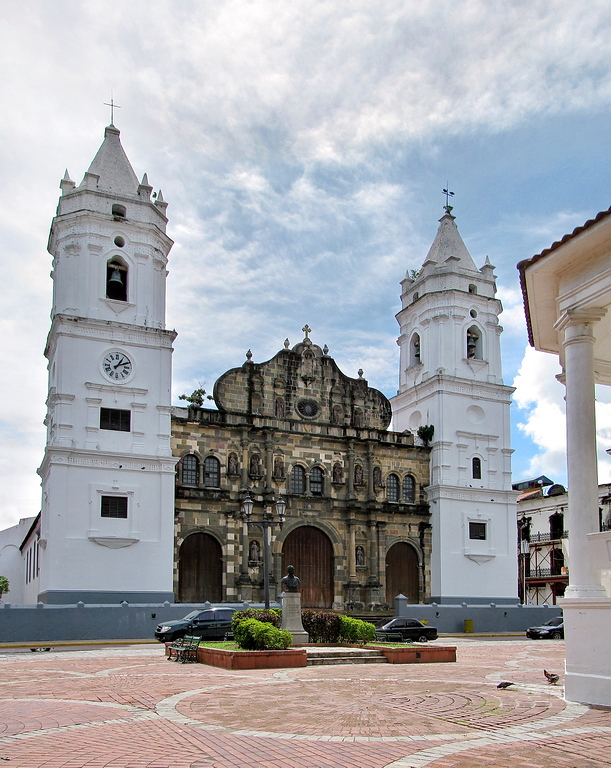
Plaça Major o de la Catedral, amb la Catedral Metropolitana de Panamà
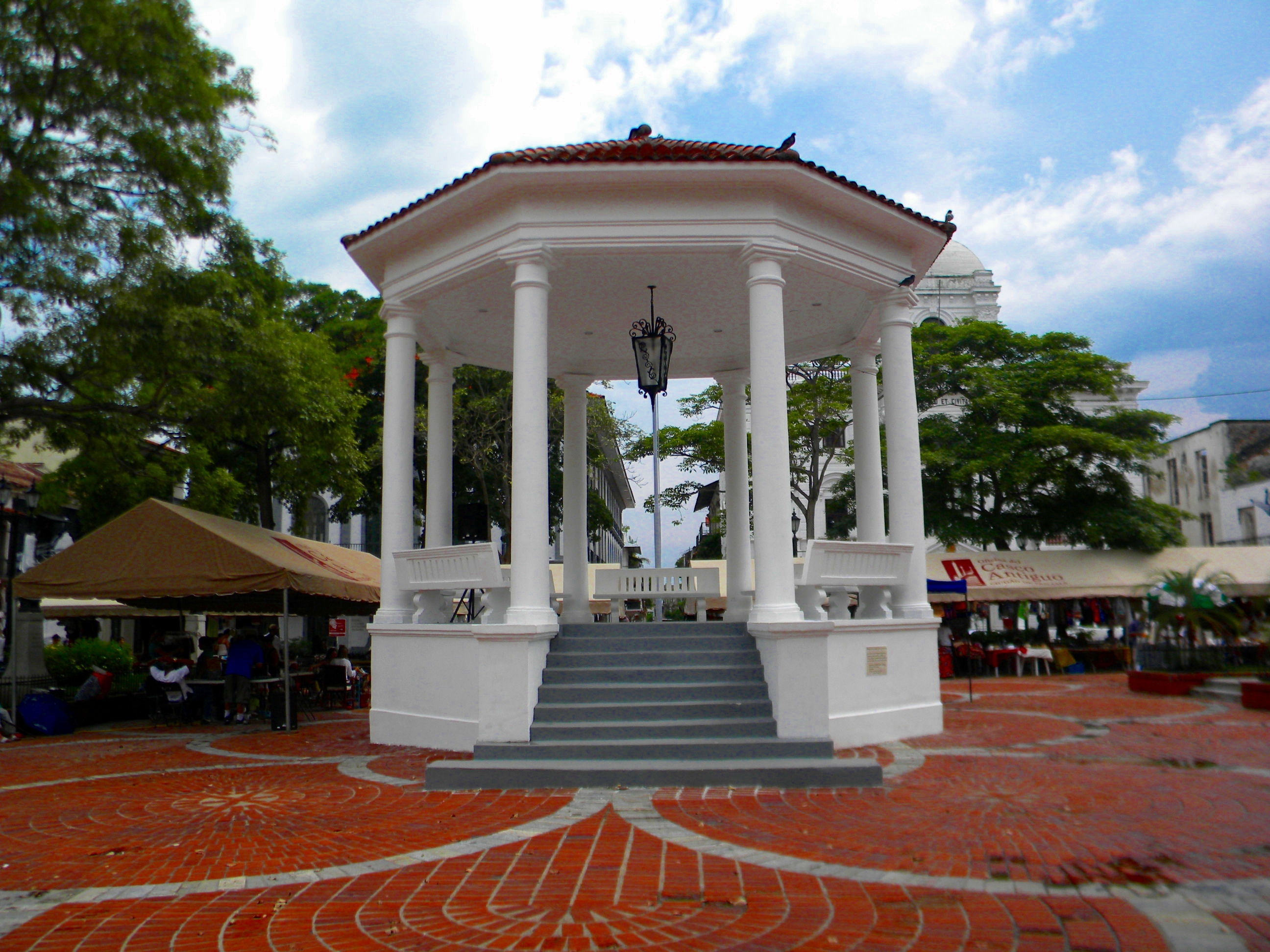
Altre vista de la plaça Major
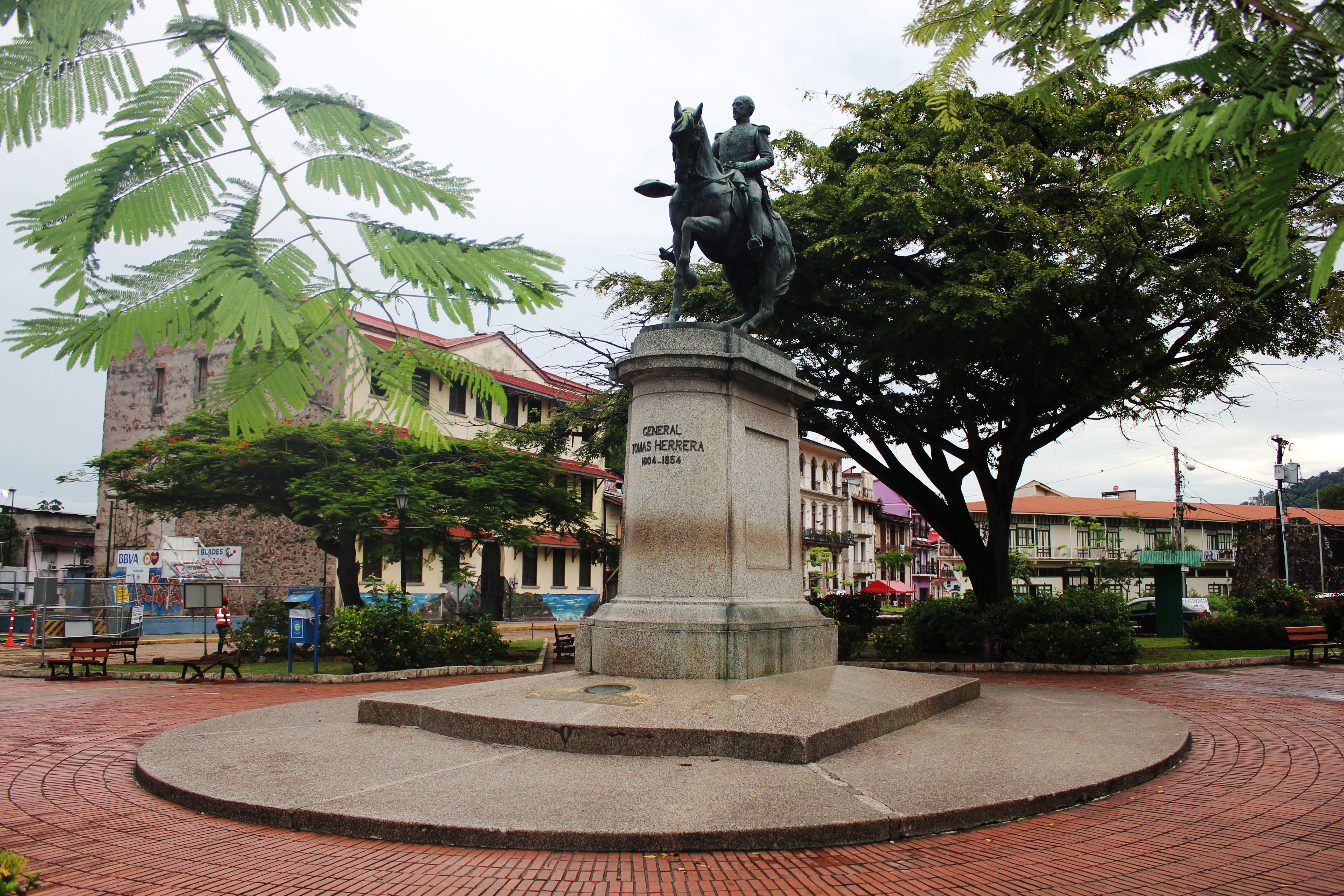
Plaça Herrera
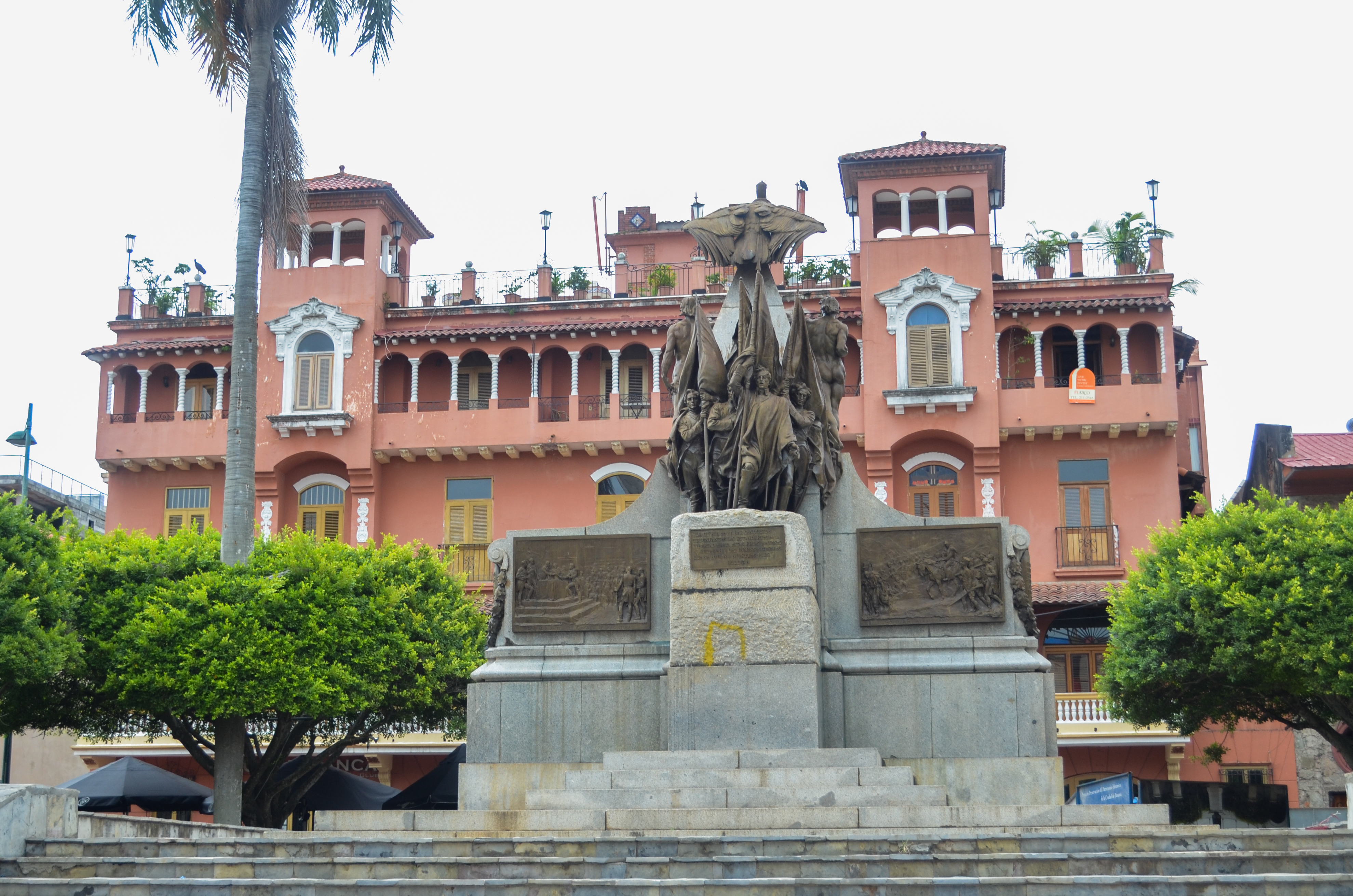
Plaça Bolívar amb el Hotel Colombia al fons
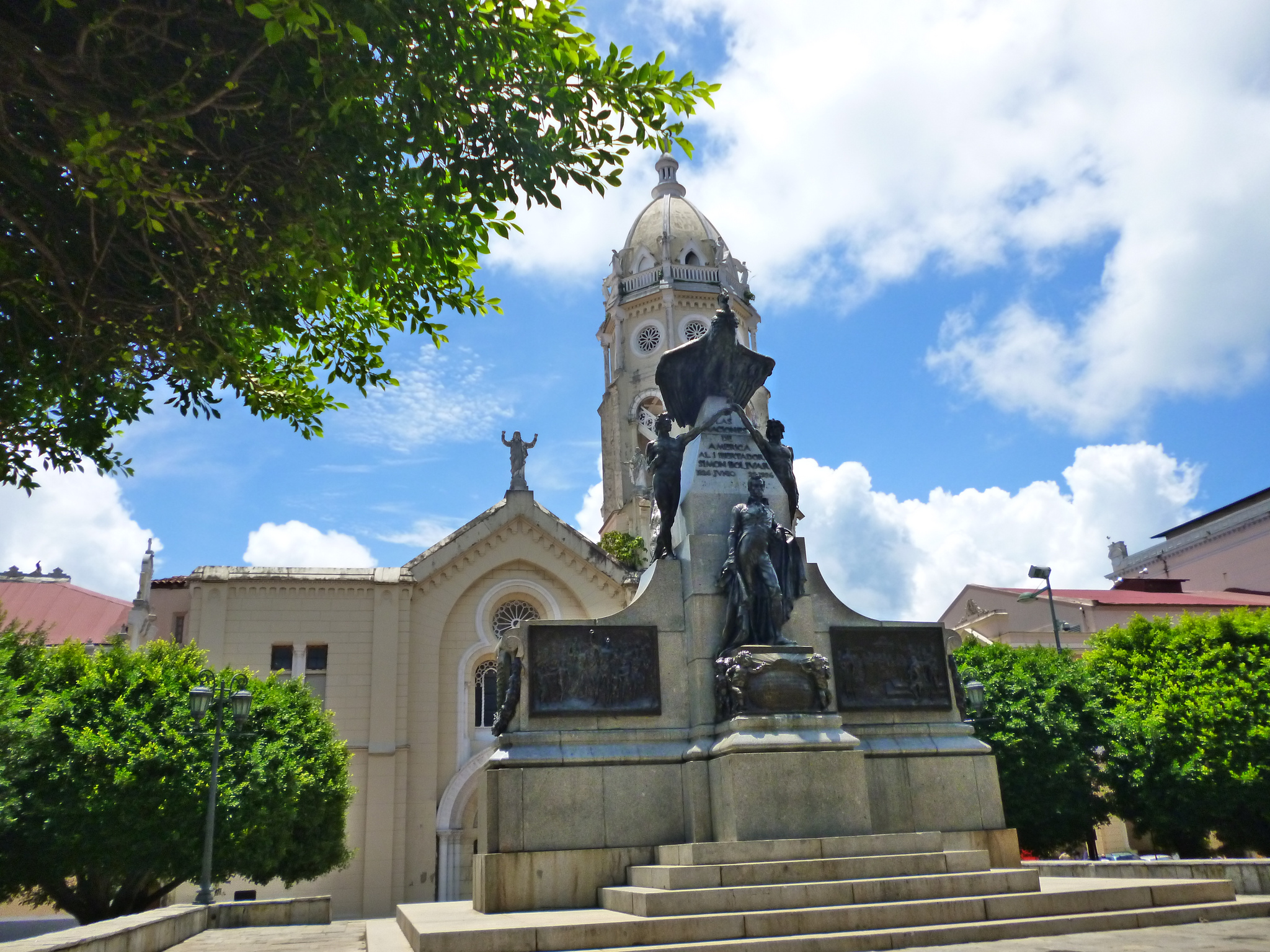
Plaça Bolívar, amb el monument a Simón Bolívar i l'església Sant Felipe de Neri al fons
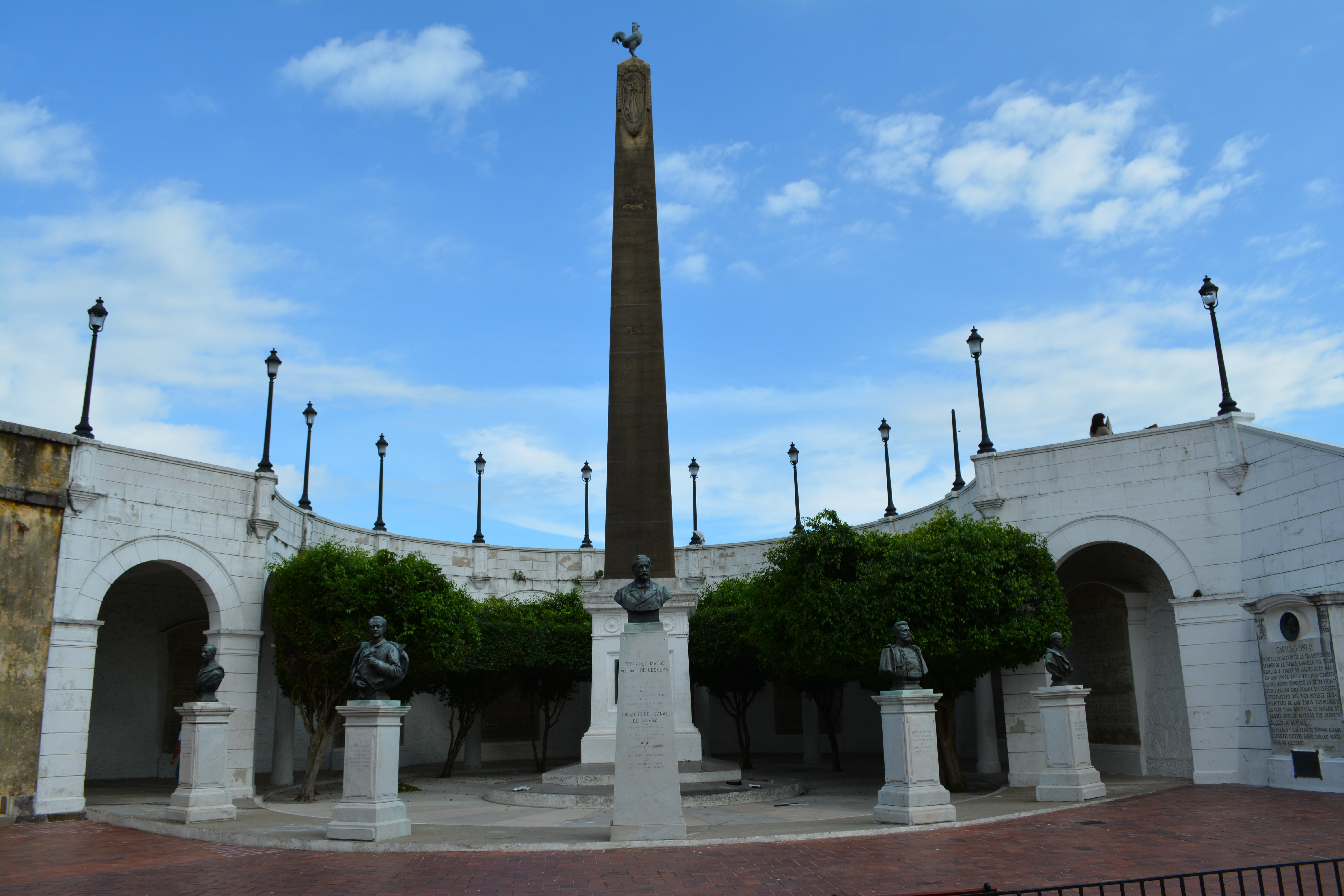
Plaça de Francia o de les Voltes, amb l'obelisc al centre
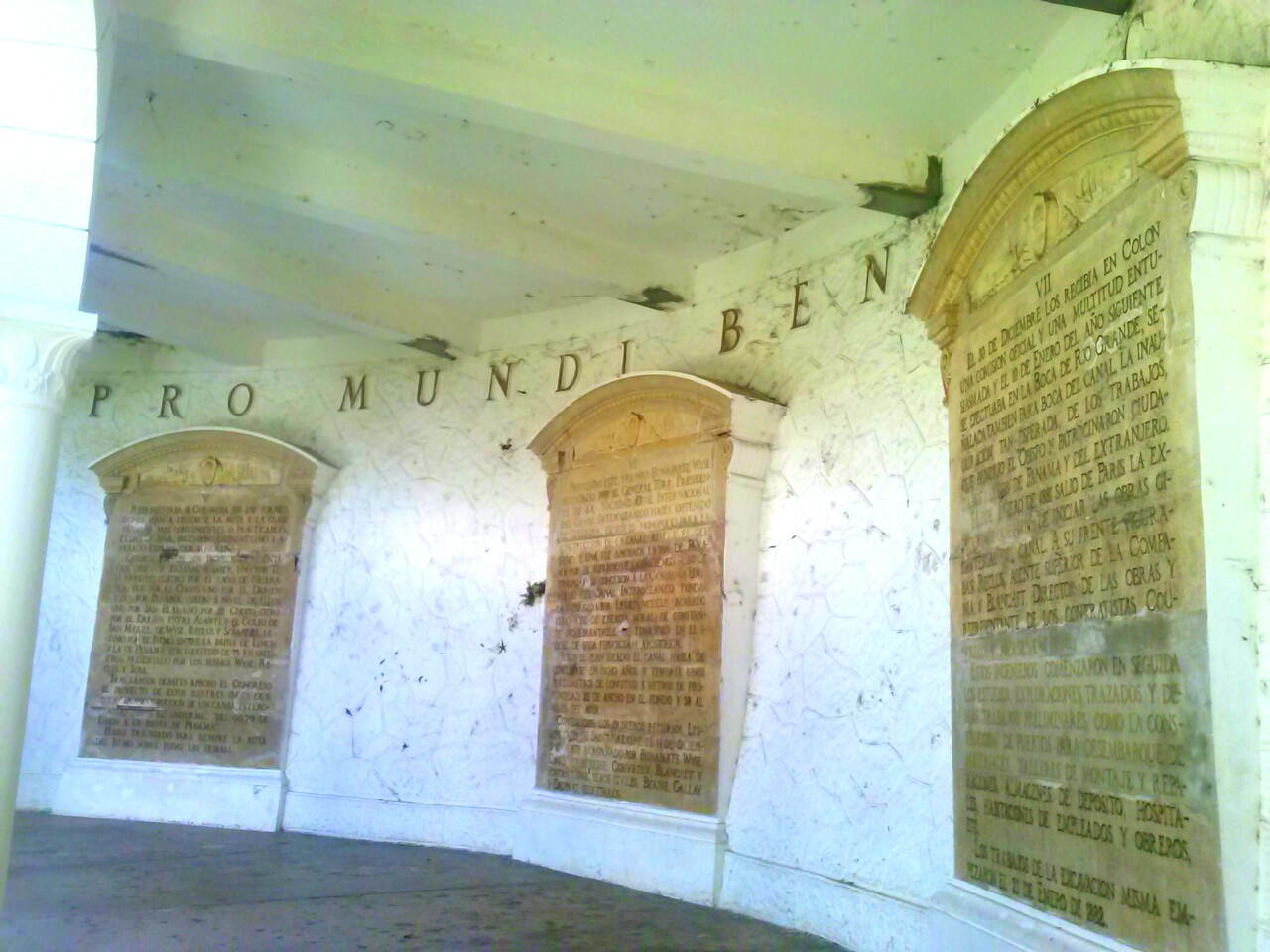
Vista del passadís de la plaça de Francia

### Monuments religiosos

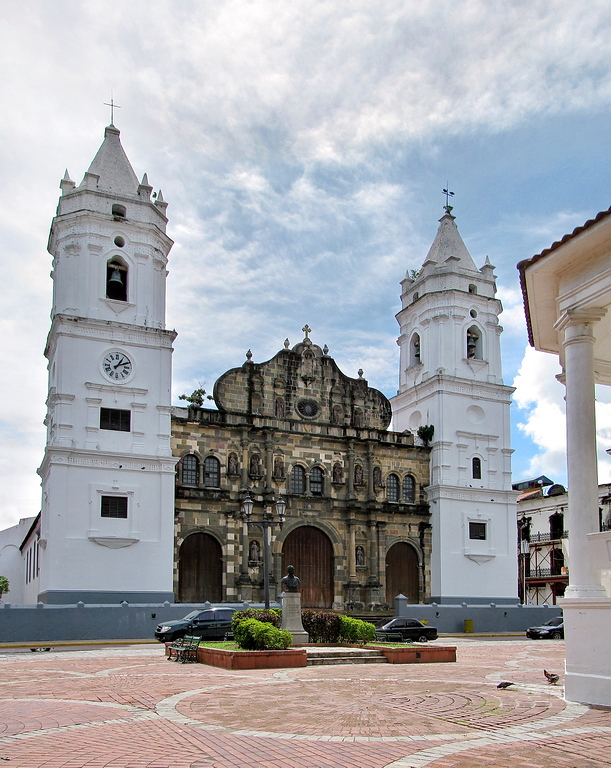
Catedral Metropolitana

A més a més de la Catedral, entre els monuments religiosos que es conserven actualment estan l'església de San José, cèlebre pel seu altar d'or; l'església de San Francisco, amb la torre que s'alça enfront de la Plaça Bolívar; l'església de Sant Felipe de Neri i l'església de la Merced. La façana d'aquesta última va ser traslladada pedra per pedra de l'antiga església situada a Panamá la Vieja. Igualment cal destacar les ruïnes del Convent dels Jesuïtes i el Convent de Santo Domingo.

#### Església de San José
L'església de San José va ser construïda entre els anys 1671 i 1677 a l'Avinguda A i el carrer 8°, i és famosa pel seu altar barroc llaurat en caoba i cobert d'or. Aquest altar està envoltat d'una llegenda que explica que va ser salvat dels pirates pels monjos, que el van recobrir de negre; no obstant aquesta llegenda, data del segle xviii.

#### Església de San Francisco
L'església original va ser construïda al segle xvii, però va ser gairebé destruïda durant els incendis de 1737 i 1756. L'estructura actual data de 1918, quan va ser renovada gairebé íntegrament.

#### Església de San Felipe de Neri
L'església San Felipe de Neri data de 1688 com ho indica la inscripció amb l'escut de l'església aposat a la façana. El 1737 un incendi destrueix la catedral i aquesta església presta els serveis catedralicis. El 1756 ocorre un altre incendi i aquesta vegada l'església sofreix danys considerables. Després de ser restaurada es converteix en sagrari de la Catedral, servei que va prestar durant el segle xviii i part del xix, fins que és cedit a la comunitat de les Filles de la Caritat de Sant Vicent de Paul, que hi instauren dos internats (un de pensionistes i un altre d'òrfenes) i un asil de nens.

#### Església de la Merced
Va ser construït el 1680 i és l'única església del nucli antic que conserva la façana original de la primera construcció a Panamà la Vieja. És al carrer 10 est, a un costat de la Casa de la Municipalitat, propera a la Porta de Tierra que donava accés a la ciutat emmurallada.

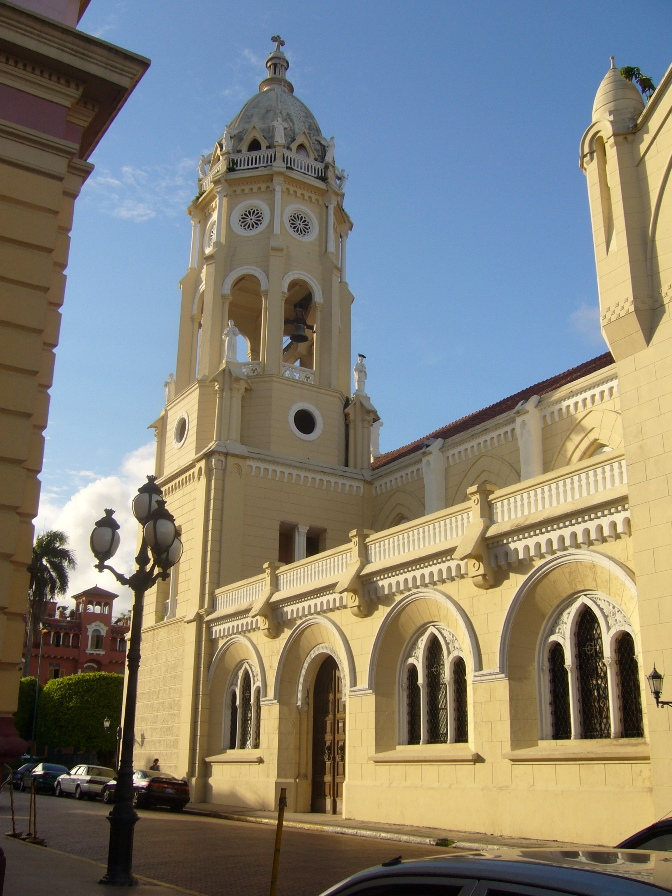
Església de San Francisco de Asís
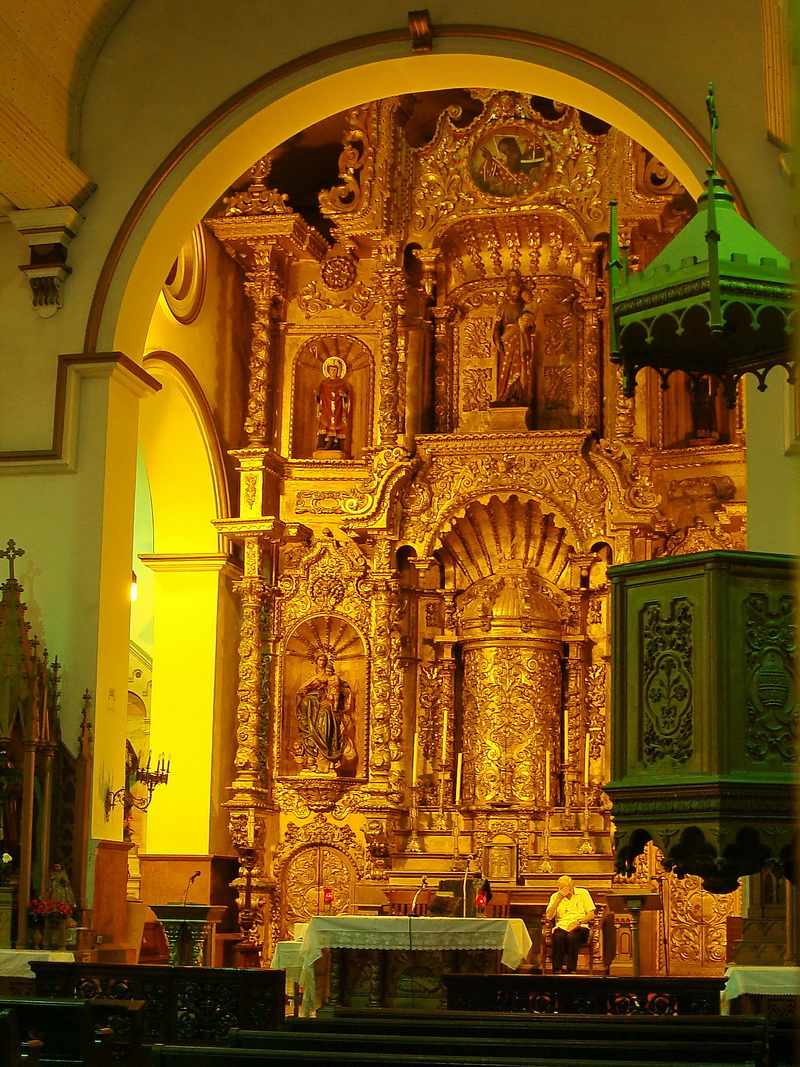
Altar d'Or de l'Església de San José
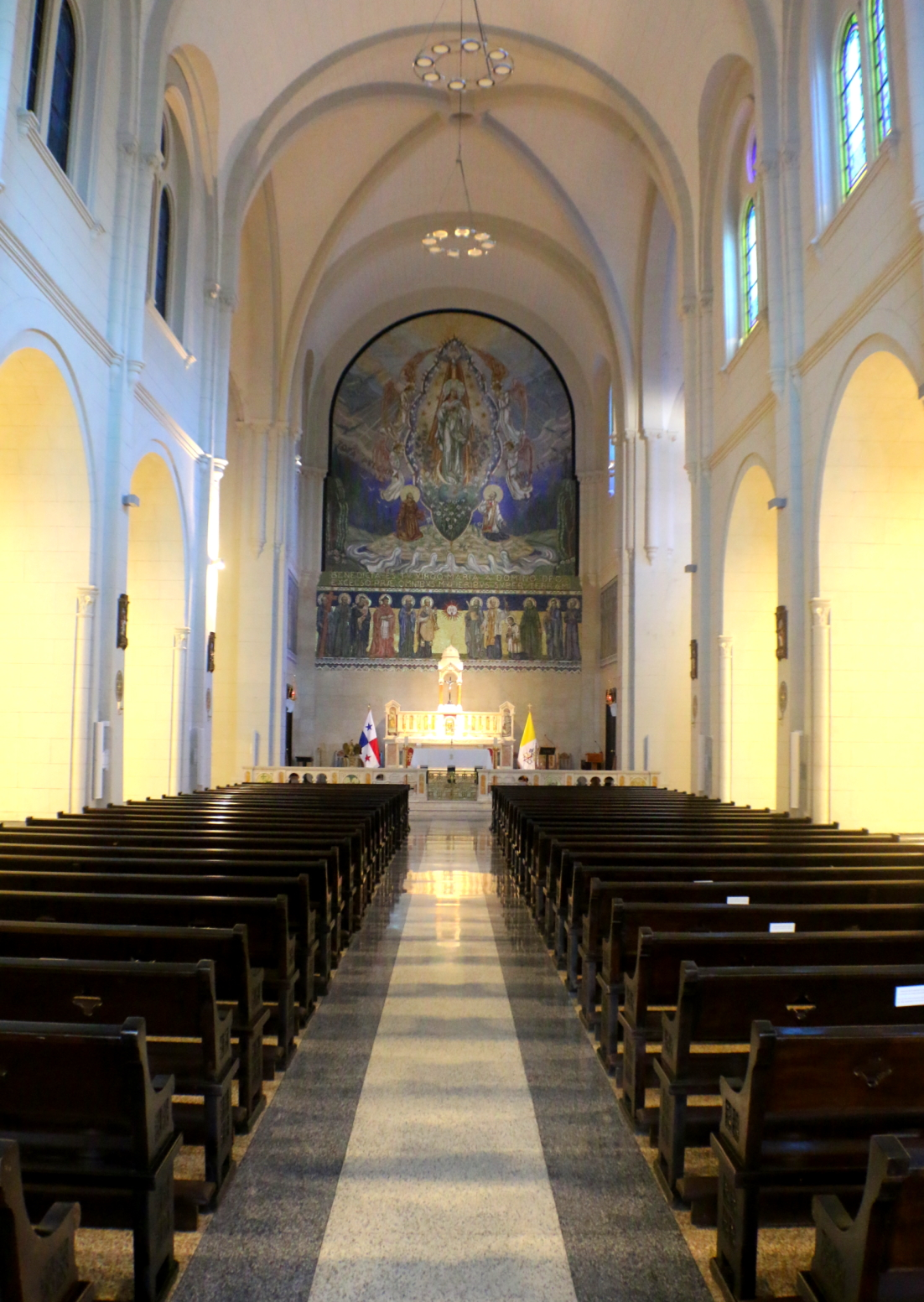
Interior de l'Església de San Francisco d'Assís
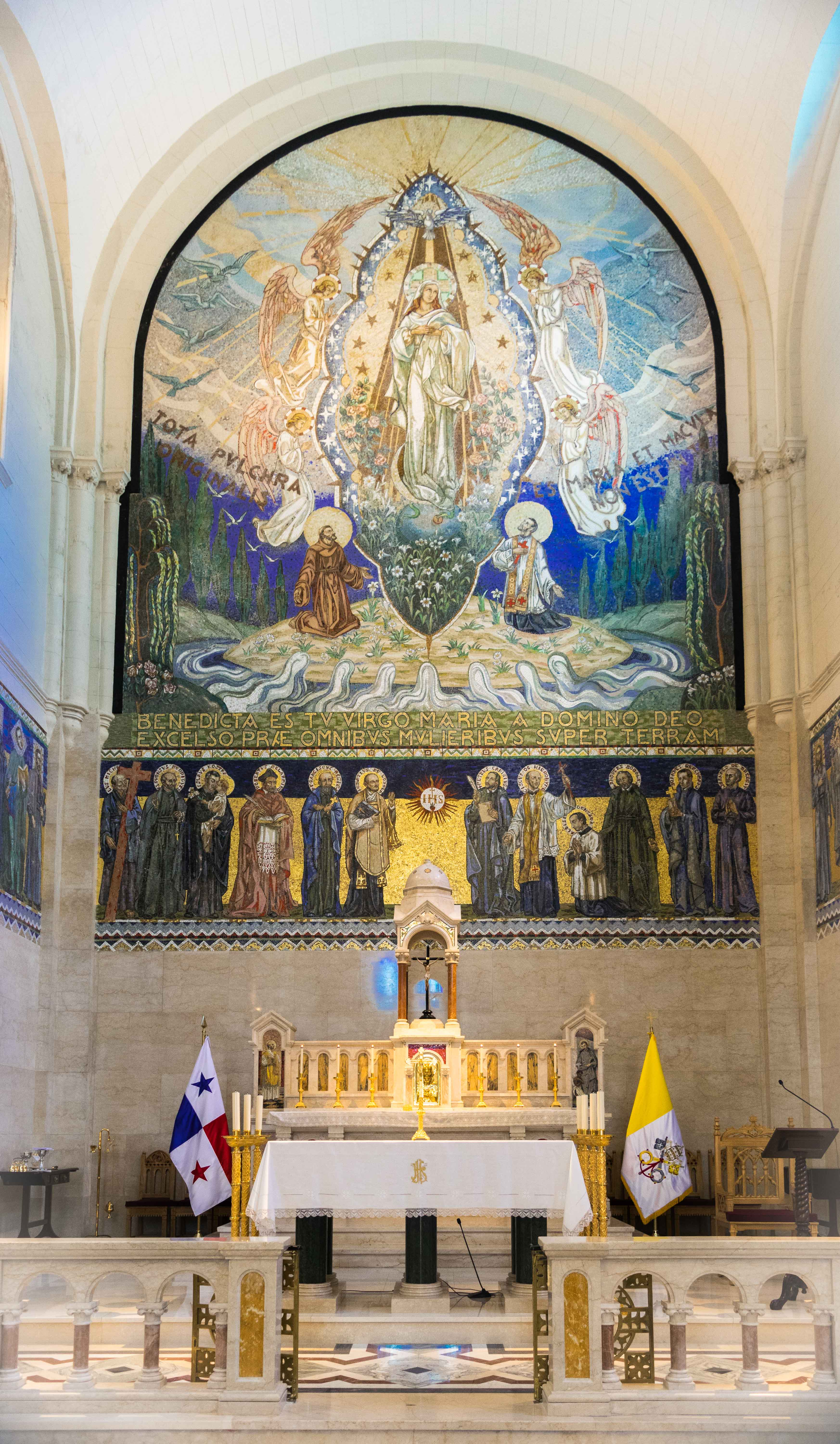
Altar de l'Església de San Francisco d'Assís
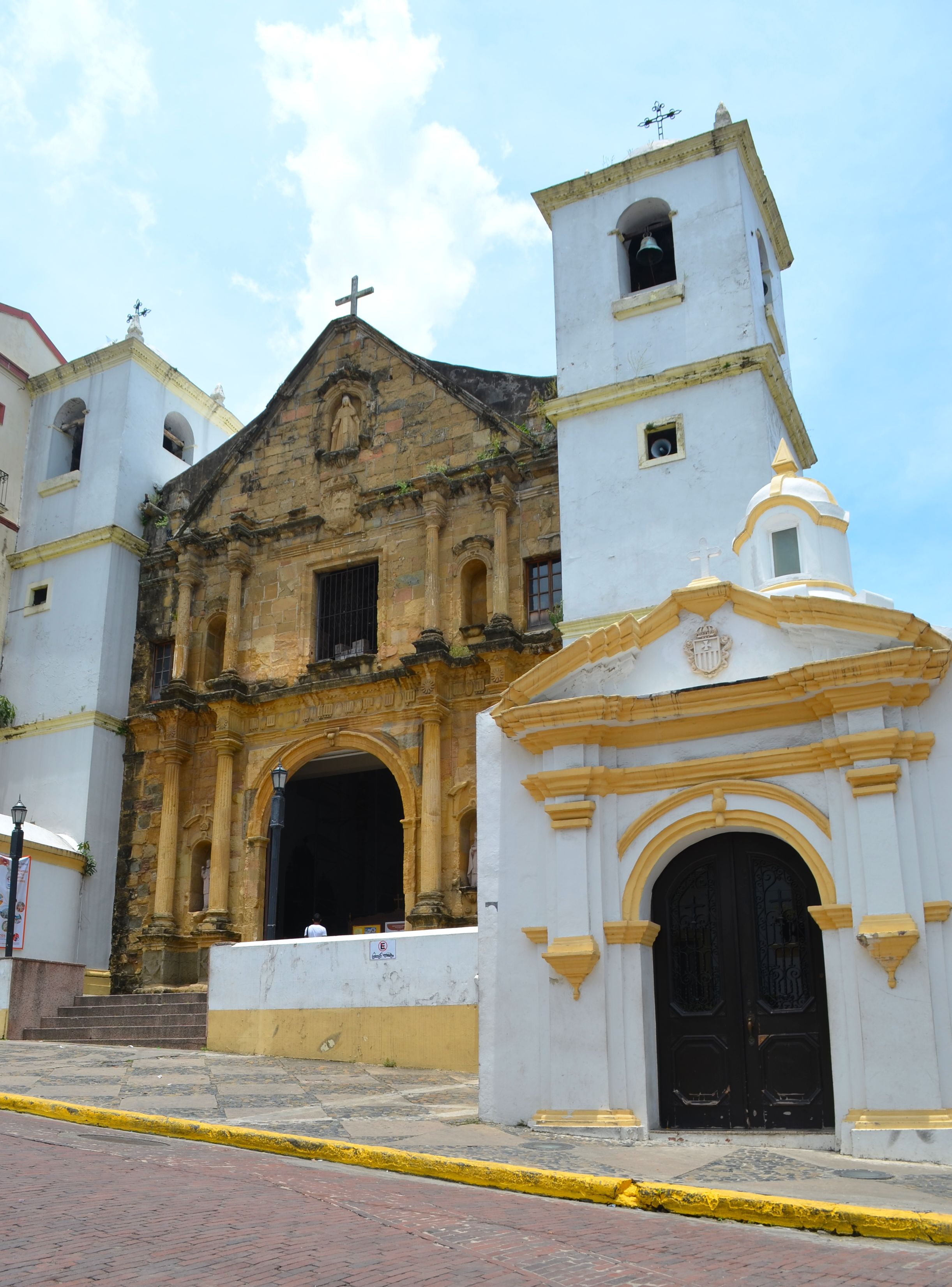
Vista exterior de l'església de la Merced
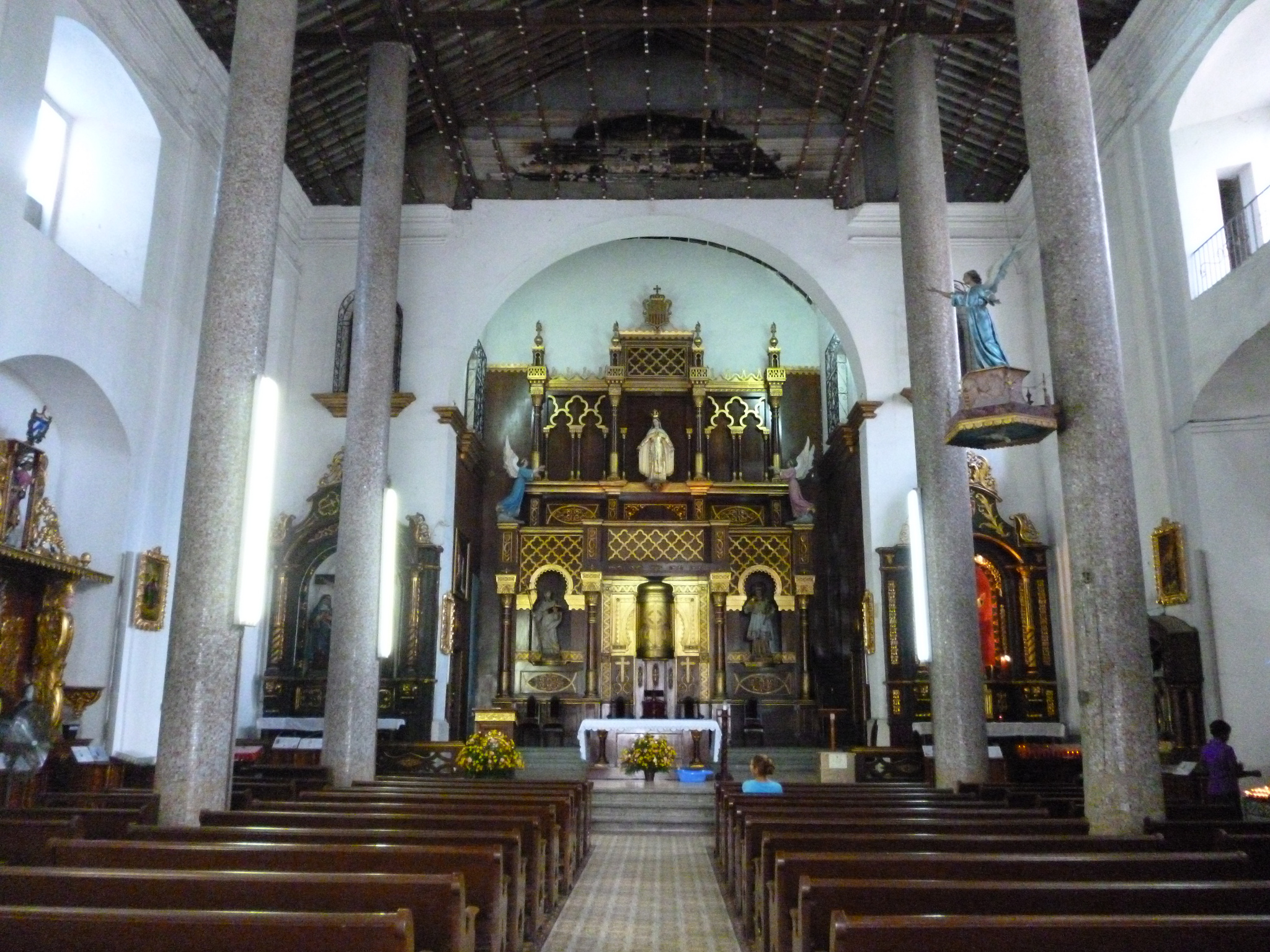
Interior de l'església de la Merced

#### Convent dels Jesuïtes
El Convent de la companyia de Jesús té el mèrit d'haver albergat la primera universitat a l'Istme de Panamà: la Real i Pontifícia Universitat de San Javier. El 1767, Carles III expulsa els jesuïtes i així perd la funció conventual i universitària.

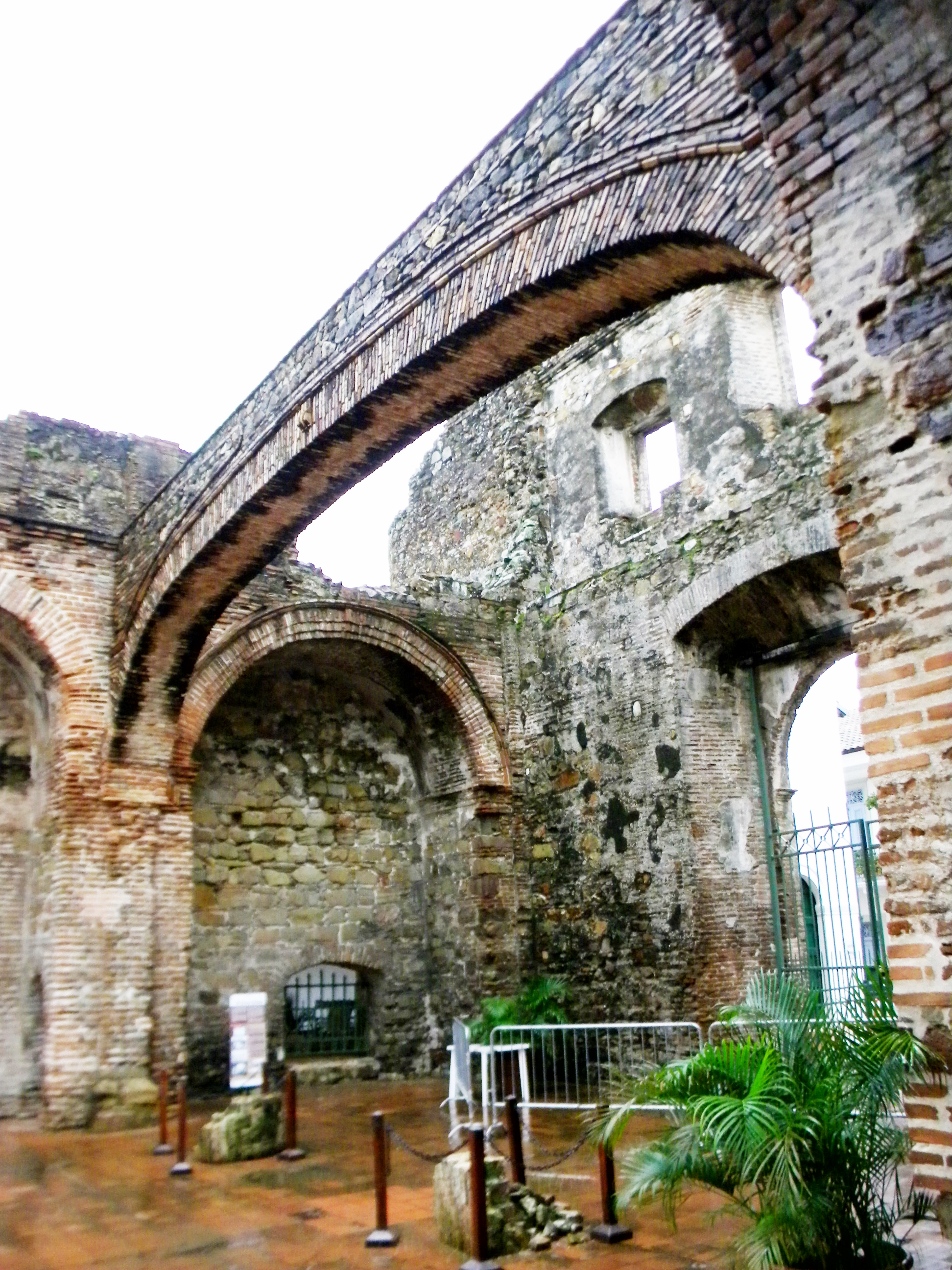
L'«arc chato»

#### Convent de Panamà
El Convent de Santo Domingo, construït el 1678, va ser un dels primers de la nova ciutat. Va ser assolat per dos incendis al segle xvii, que van esfondrar la torre i els interiors. No obstant es van salvar dempeus els murs i arcs, especialment, l'arc construït per suportar el cor de fusta de l'església. Al segle xix, després de la independència d'Espanya i l'extinció dels monjos de l'istme, l'edifici passa a mans particulars i el solar de l'església i del claustre, va albergar diferents negocis tals com una fleca, un taller de fusteria, banys públics etc. Aquest monument torna a prendre rellevància el segle xx, per a l'època de la construcció del canal, ja que el seu arc va servir d'exemple de l'estabilitat sísmica de la qual gaudia l'istme. Actualment s'observen les ruïnes de la façanes, els arcs interns i una capella, totalment restaurada, que serveix com a museu religiós.

### Edificis oficials
Altres monuments destacats de la ciutat són el Teatre Nacional, el Palau de Govern, la Presidència de la República, el Palau Bolívar, L'Institut Nacional de Cultura, Palacio Municipal i la Casa de la Municipalitat, tots de caràcter oficial.

#### Teatre Nacional

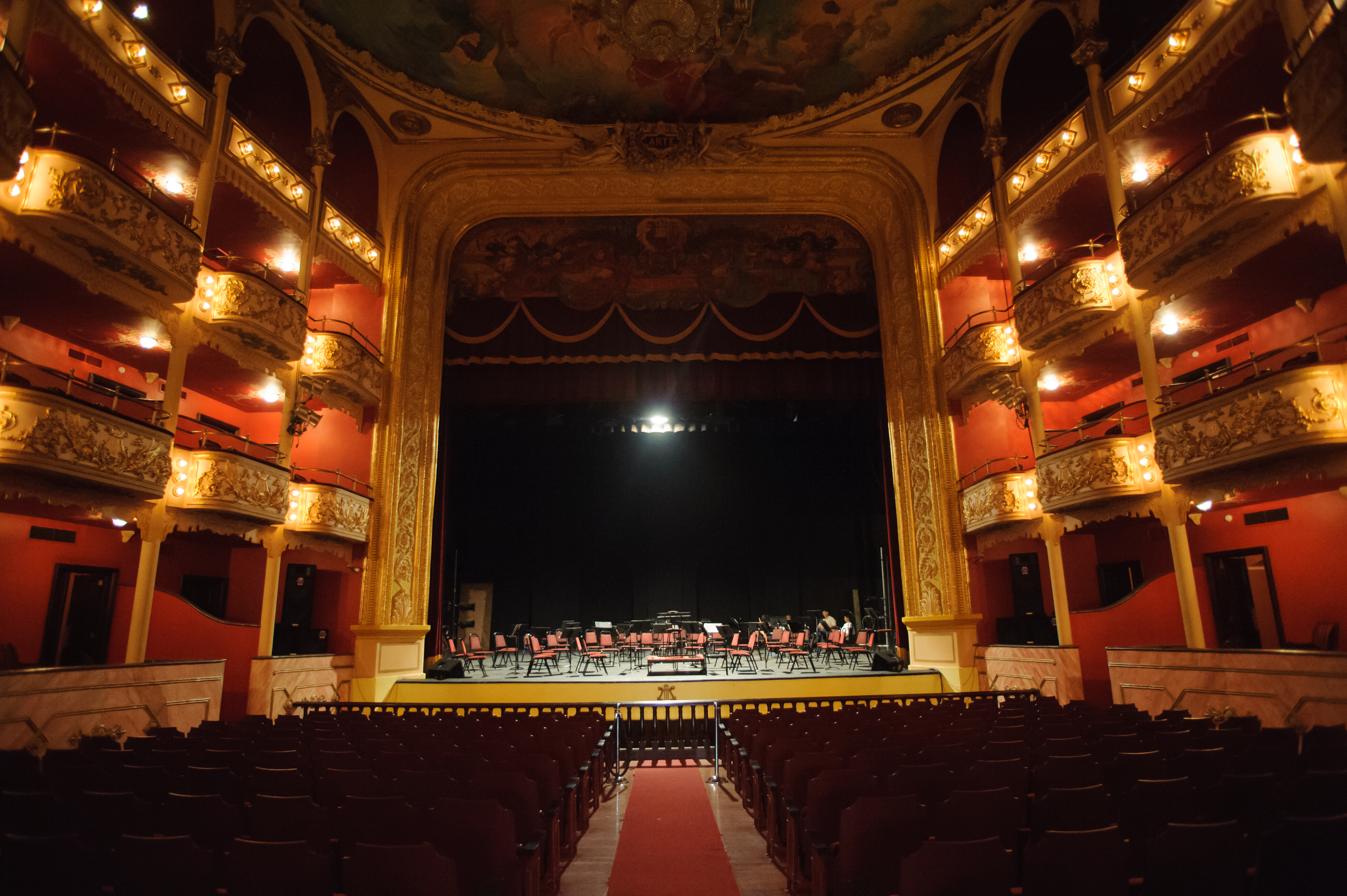
Interior del Teatre Nacional

El Teatre Nacional i el Palau de Govern ocupen l'antic solar de les monges de la Concepció en un edifici de tres plantes. El Teatre Nacional està situat diagonal a la Plaça Bolívar, carrer 3 Catedral i Ave B, mentre que el Palau de Govern dona sobre l'avinguda Central. L'arquitecte italià Genaro Ruggiero va supervisar la construcció entre 1905 i 1908.

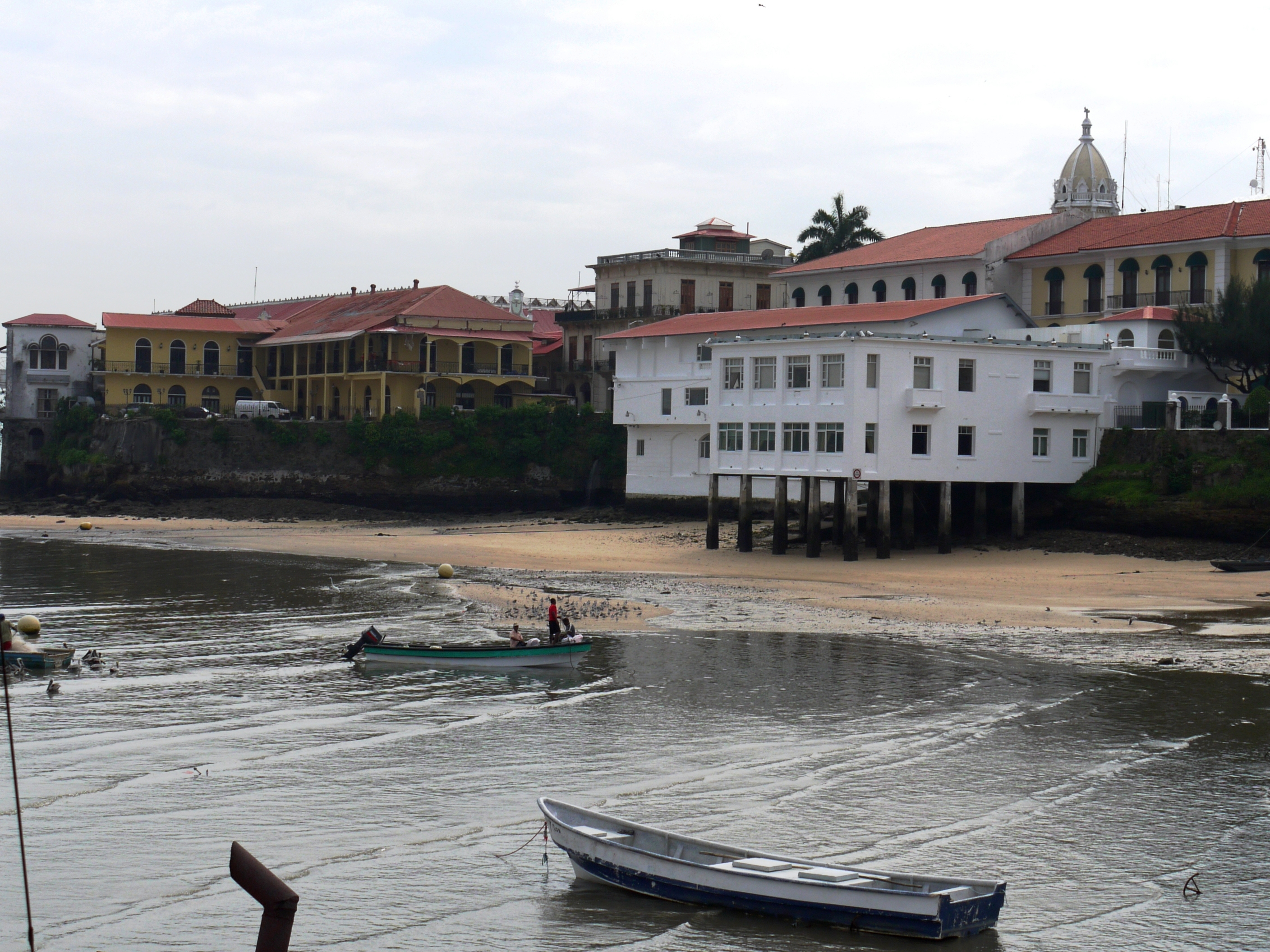
La Presidència, vista des del mar

#### Presidència de la República
La Presidència de la República, anomenada Palau de les Garzas, és on hi havia antany l'edifici de la Duana i a través dels anys ha sofert grans transformacions que li han donat un caràcter eclèctic. L'edifici original data de 1673, però la forma actual correspon a grans restauracions fetes el 1922 sota el govern del president Belisario Porras.

#### Palau Bolívar
El Palau Bolívar, a un costat de l'església de Sant Francisco, alberga el saló on es va celebrar el 1824 el Congrés Anfictiònic. Aquest edifici és actualment la Cancelleria de la República. L'edifici original va ser el convent de Sant Francisco i data de 1673. Un incendi al segle xviii el va devastar i el convent i l'església van ser reconstruïts l'any 1771.
Després que els frares franciscans van abandonar el convent el 1821, l'edifici va ser utilitzat com a caserna militar per albergar el Pavelló de l'Istme; no obstant, al segle xix serveix com a seu del Col·legi dels Escolapis. Al segle xx continua aquesta tradició acadèmica i acull el Col·legi de La Salle, Col·legi Sant Agustí i finalment l'Institut Bolívar, fins al 1999. Un any després comencen els treballs de restauració per allotjar-hi les oficines de la Cancelleria, el Ministeri de Relacions Exteriors de Panamà i el Museu Bolívar.

#### Palau de Justícia
Aquest edifici va ser construït el 1931 per a albergar la Cort Suprema de Justícia i l'Assemblea Legislativa. Va ser edificat sobre part de la construcció original de la Caserna de Chiriquí. De manera contigua amb aquest, hi ha el Teatre Anita Villalaz, situat a un costat del conjunt monumental de les Voltes. Actualment alberga l'Institut Nacional de Cultura.

#### Palau Municipal
L'edifici actual del Palau Municipal data de l'any 1910 i respon a cànons neoclàssics. L'arquitecte encarregat d'aquest edifici va ser l'italià Genaro Ruggieri, que va construir també el Teatre Nacional de Panamà.

#### Casa de la Municipalitat
La Casa de la Municipalitat o Mansió Arias-Feraud, construïda en el primer terç del segle xx, és als límits de la ciutat emmurallada. Encara s'hi poden observar a l'interior restes de l'antiga Porta de Tierra que assegurava el pas a la Ciutat de Panamà.

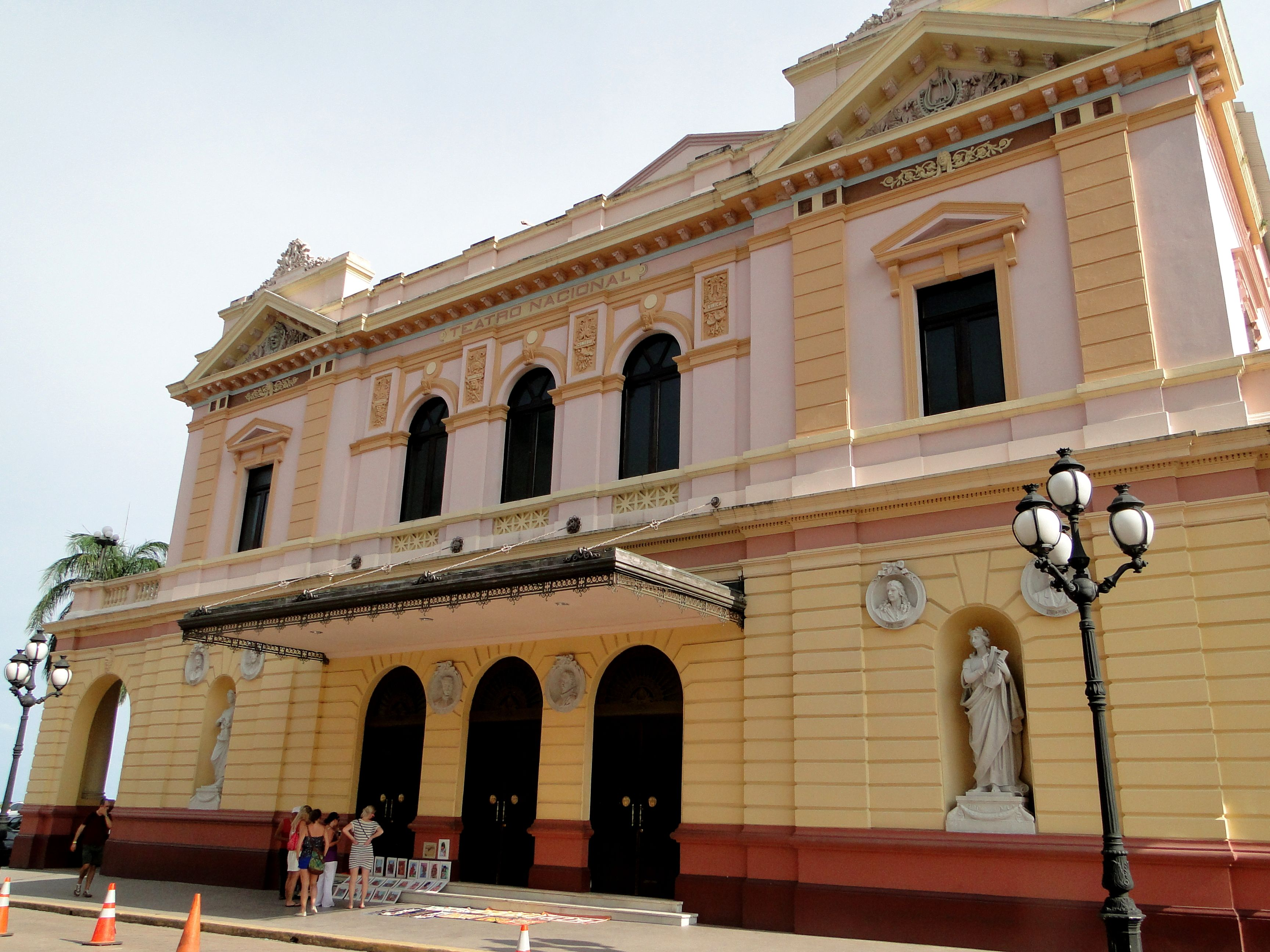
Teatre Nacional
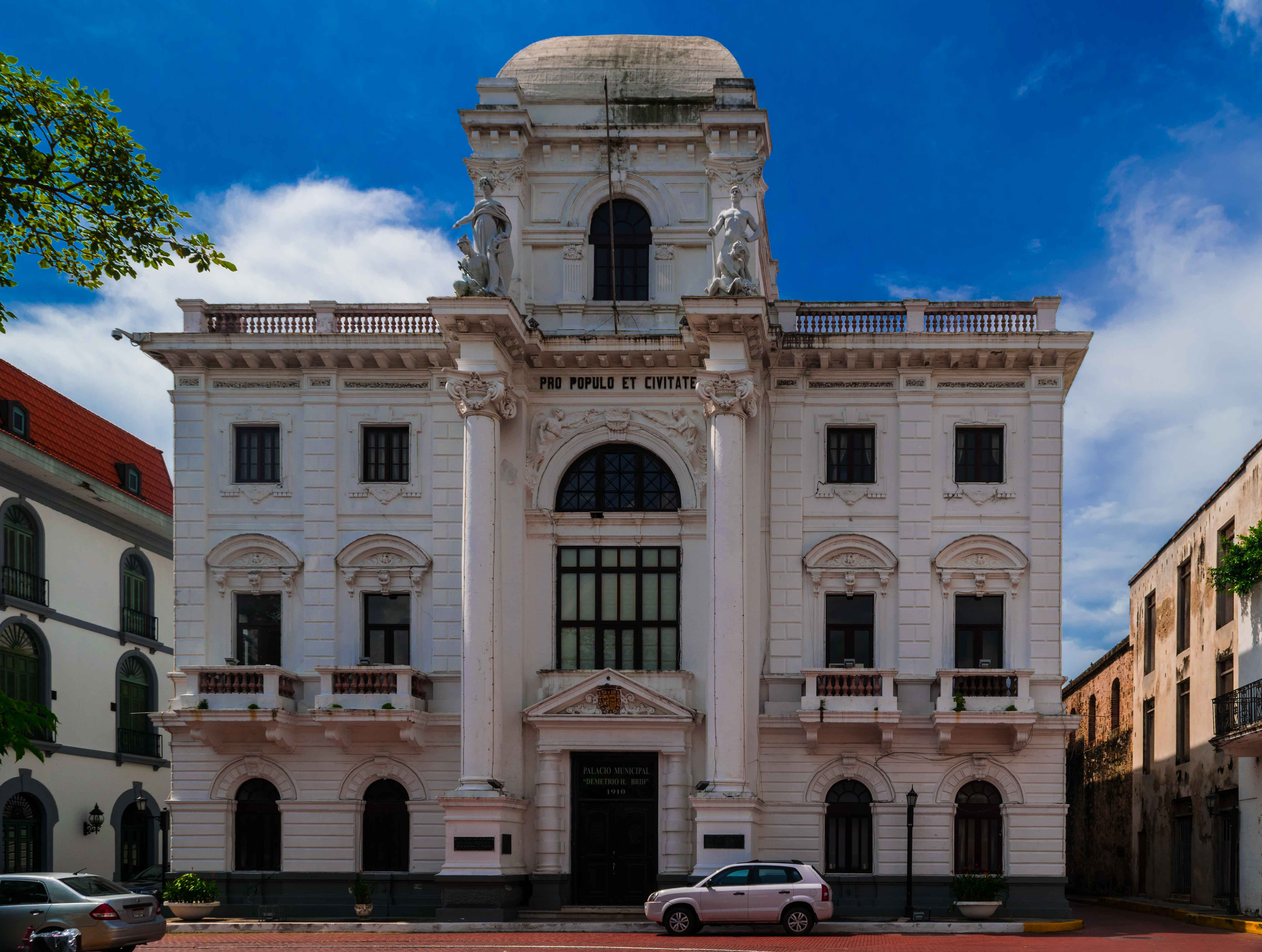
Palau Municipal
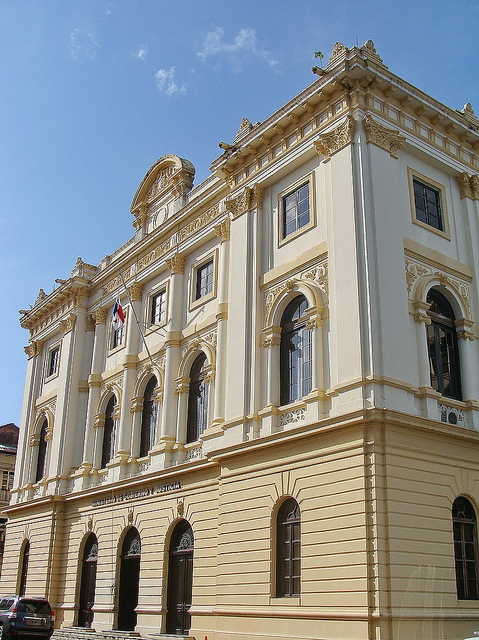
Ministeri de Govern
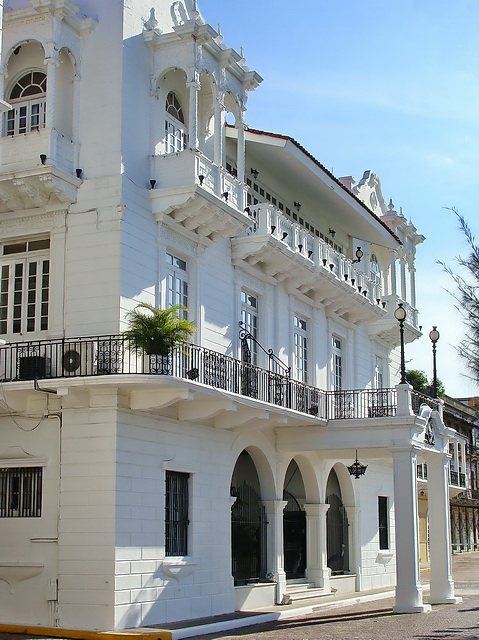
Palau de les Garzas
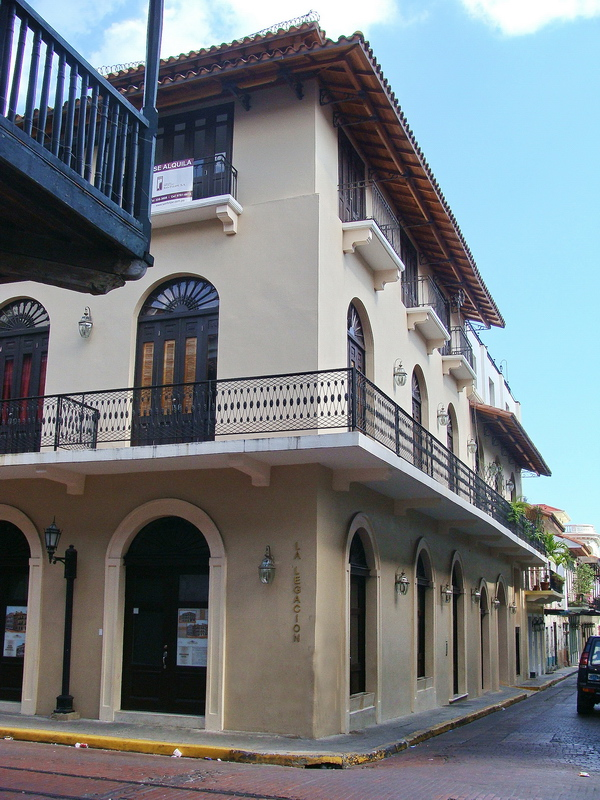
La Legació
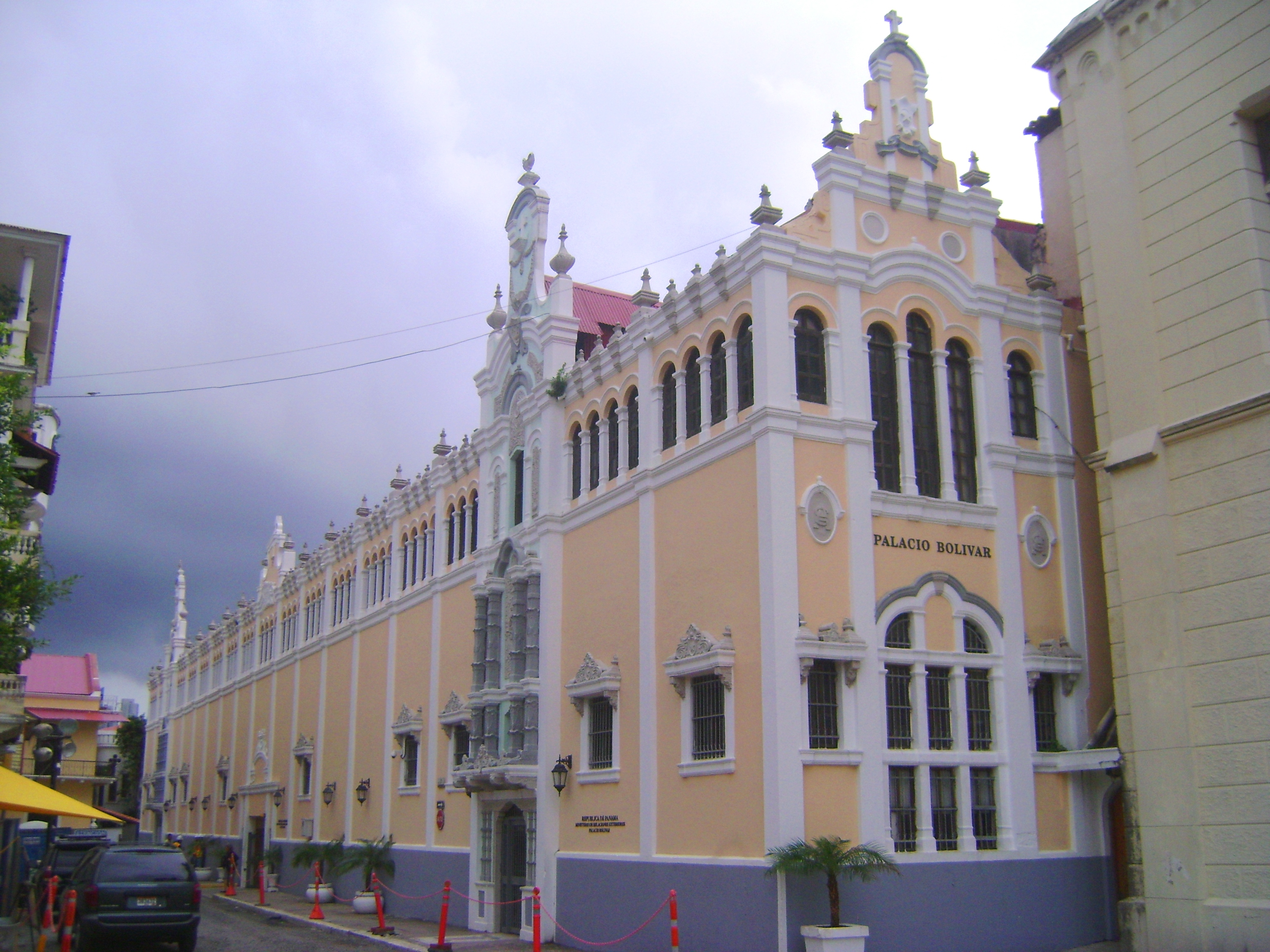
Palau Bolívar
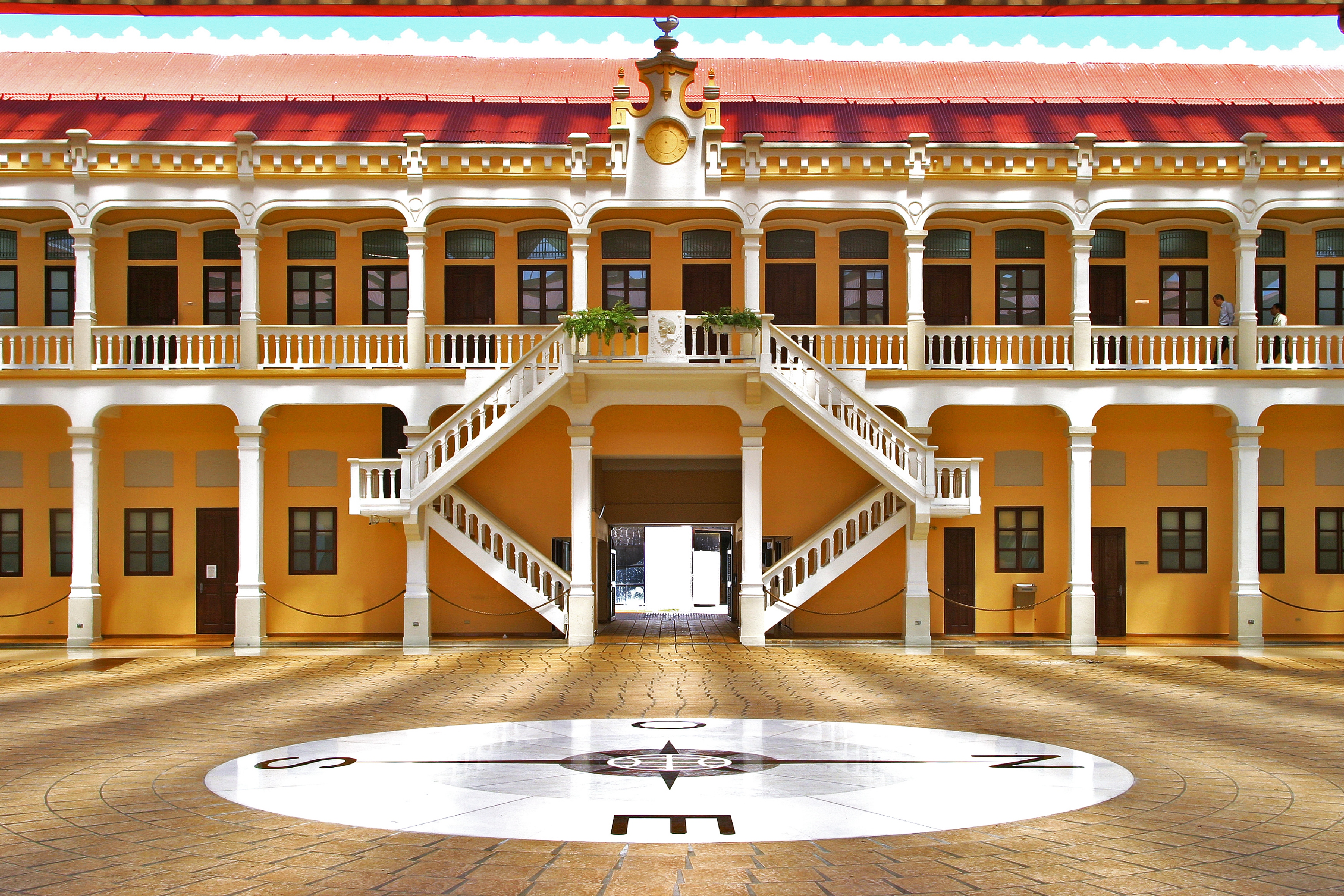
Palau Bolívar, interior

### Edificis civils

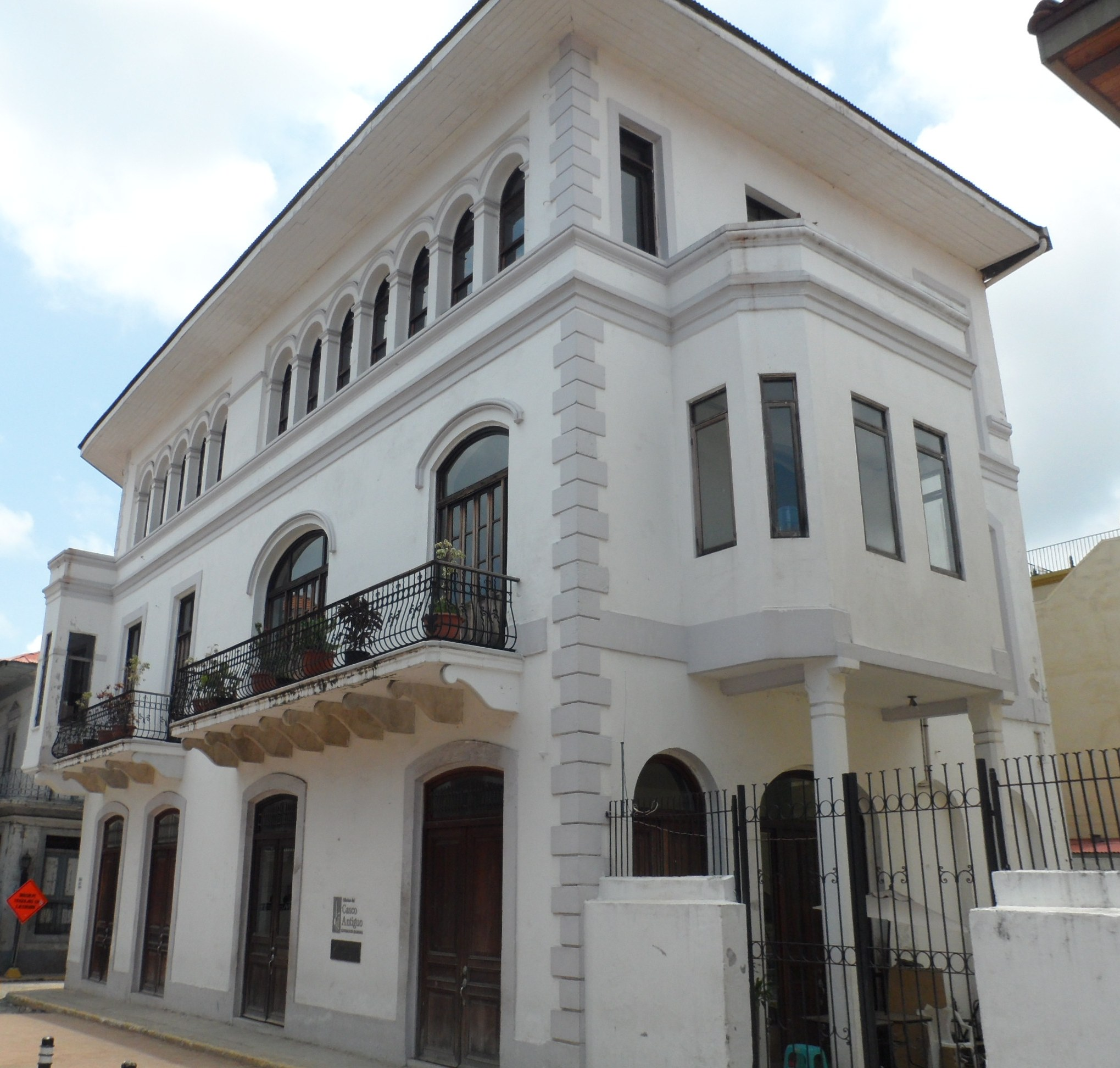
Casa Obarrio

La majoria de les cases originals del nucli antic, és a dir, de final del segle xvii van ser escalabornades pels incendis que van assolar la ciutat. Això permet introduir una sèrie d'estils arquitectònics diferents; és així com trobem cases colonials, al costat de mansions neoclàssiques, cases amb tendències del Carib i algunes de tendència Art déco. La majoria d'aquestes mansions van ser construïdes a final del segle xviii i als segles xix i xx. Heus aquí algunes d'aquestes construccions civils que perduren fins als nostres dies:

#### Casa Góngora
La Casa Góngora és una de les més antigues de Panamà que conserva l'arquitectura original, estant considerada amb el grau de valor 1, grau màxim dins de la jerarquia patrimonial. Va ser construïda el 1756 pel capità Pablo Góngora de Cáceres, d'aquí el seu nom.

#### Casa Boyacá
La Casa Boyacá és entre l'Avinguda A, carrer 11 oest i Pedro Díaz, enfront del que va ser el baluard Mano de Tigre, al barri de Sant Felipe. Crida l'atenció particularment pel seu disseny de proa de buc i per ser una de les cases de fusta més antigues del nucli antic. Actualment és residència de diverses famílies.

#### La Legació
L'edifici conegut com la Legació data de 1870, va ser la casa de l'enginyer Jules Dingler, enginyer de la Compagnie Universelle du Canal Interocéanique i més tard la primera seu de l'ambaixada dels Estats Units a Panamà. És a prop de la Plaça Bolívar al carrer 4 i la Plaça Catedral a l'Avinguda Central.

#### Casa Testa, Mansió Calvo, Casa Art Déco
Al llarg de l'avinguda A, algunes cases dignes de destacar són: la casa Testa, de cort colonial; la mansió Calvo, d'estil neoclàssic; la casa Art déco, el nom de la qual fa honor al seu estil arquitectònic i la casa Obarrio, seu actual de l'Oficina del nucli antic.

#### Casas Heurtematte
Un altre conjunt de cases destacades són les cases Heurtematte, construïdes el 1877 i d'especial interès, ja que va ser on es va redactar l'acta d'independència el 1903. Aquest conjunt de cases es troba sobre l'avinguda B a un costat de la Plaça Bolívar i del Teatre Nacional.

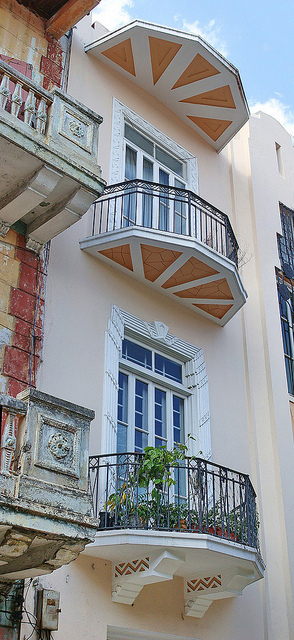
Casa Art Déco
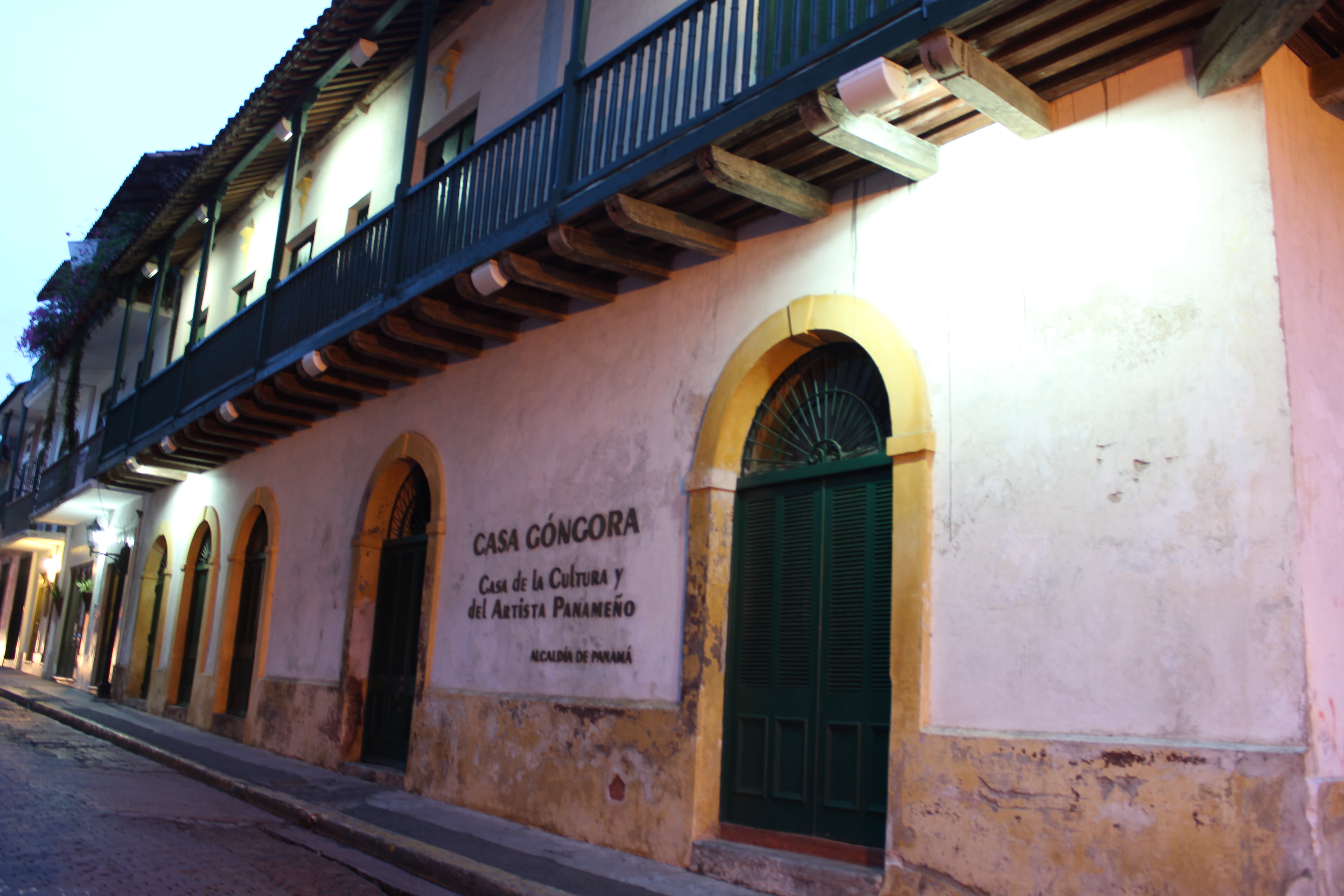
Casa Góngora
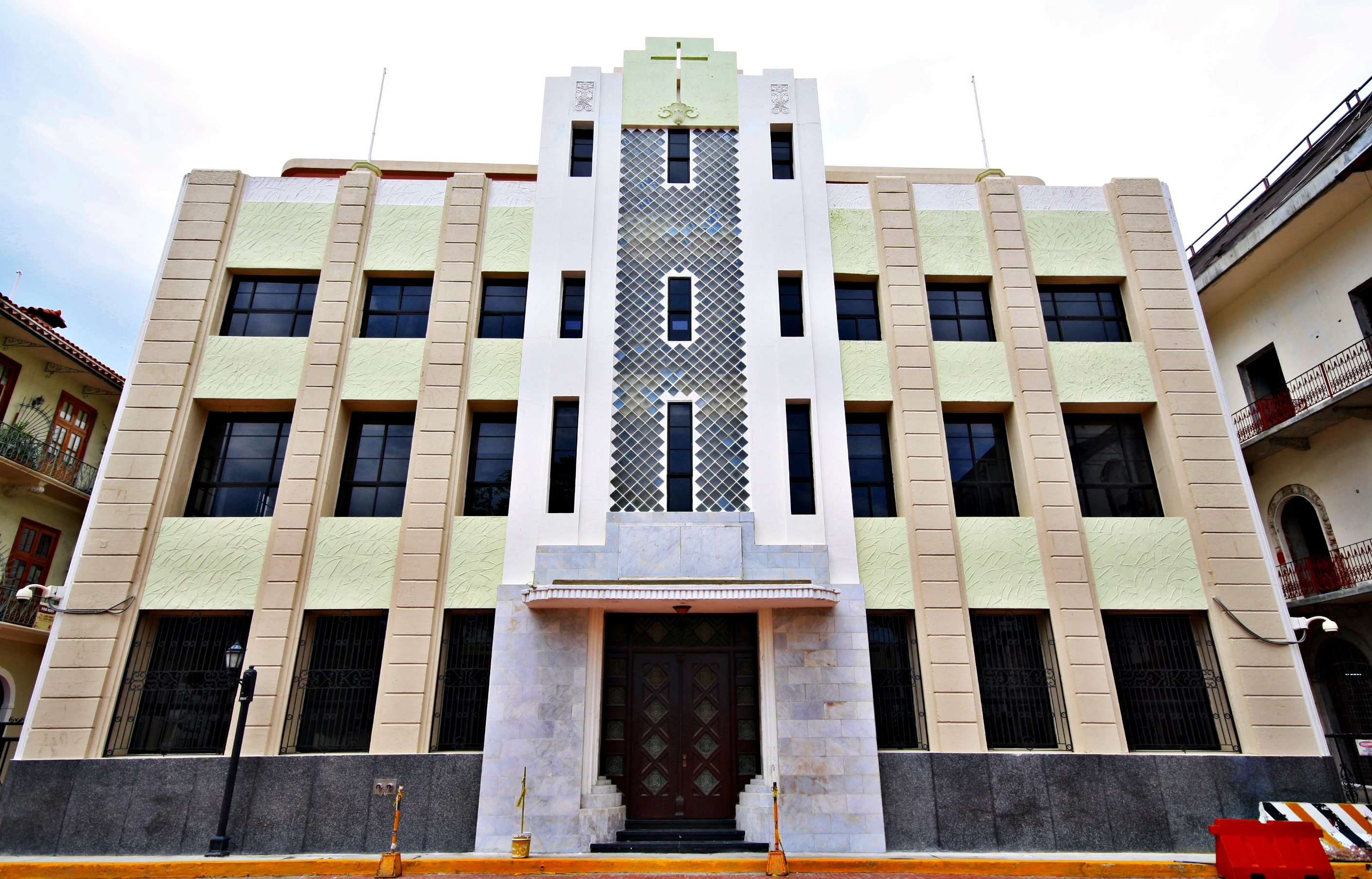
Casa Alianza
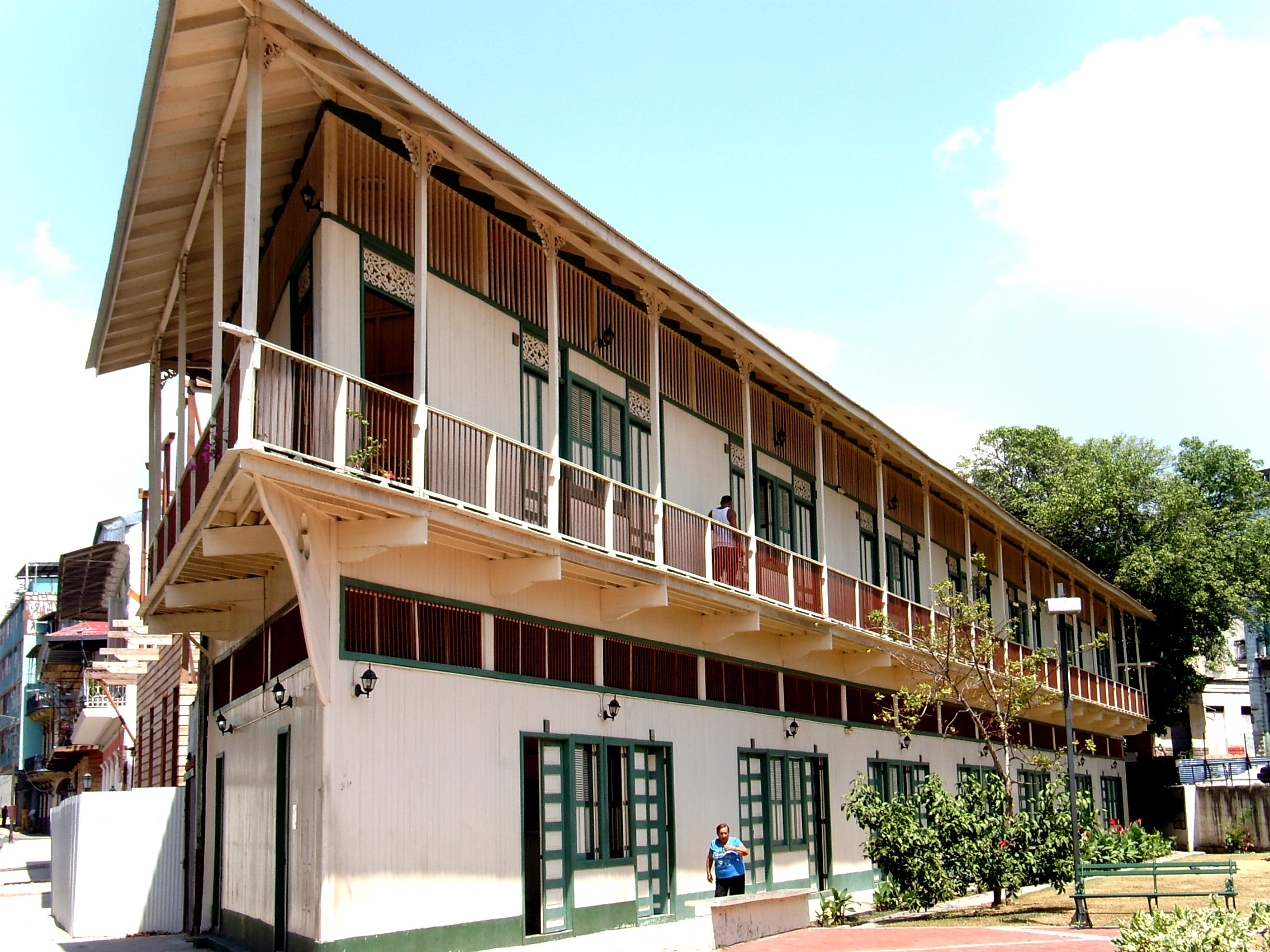
Casa Boyaca
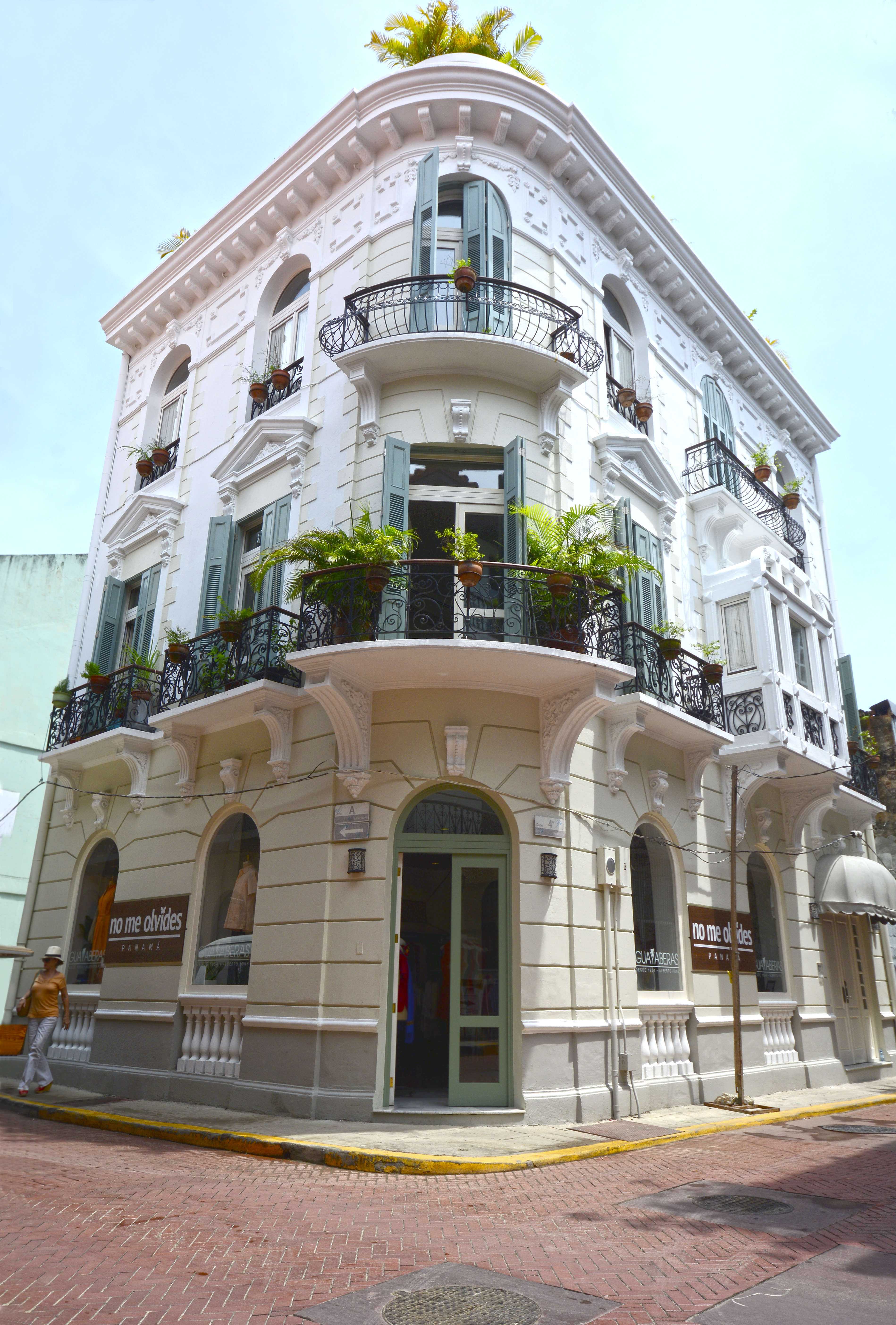
Mansión Calvo
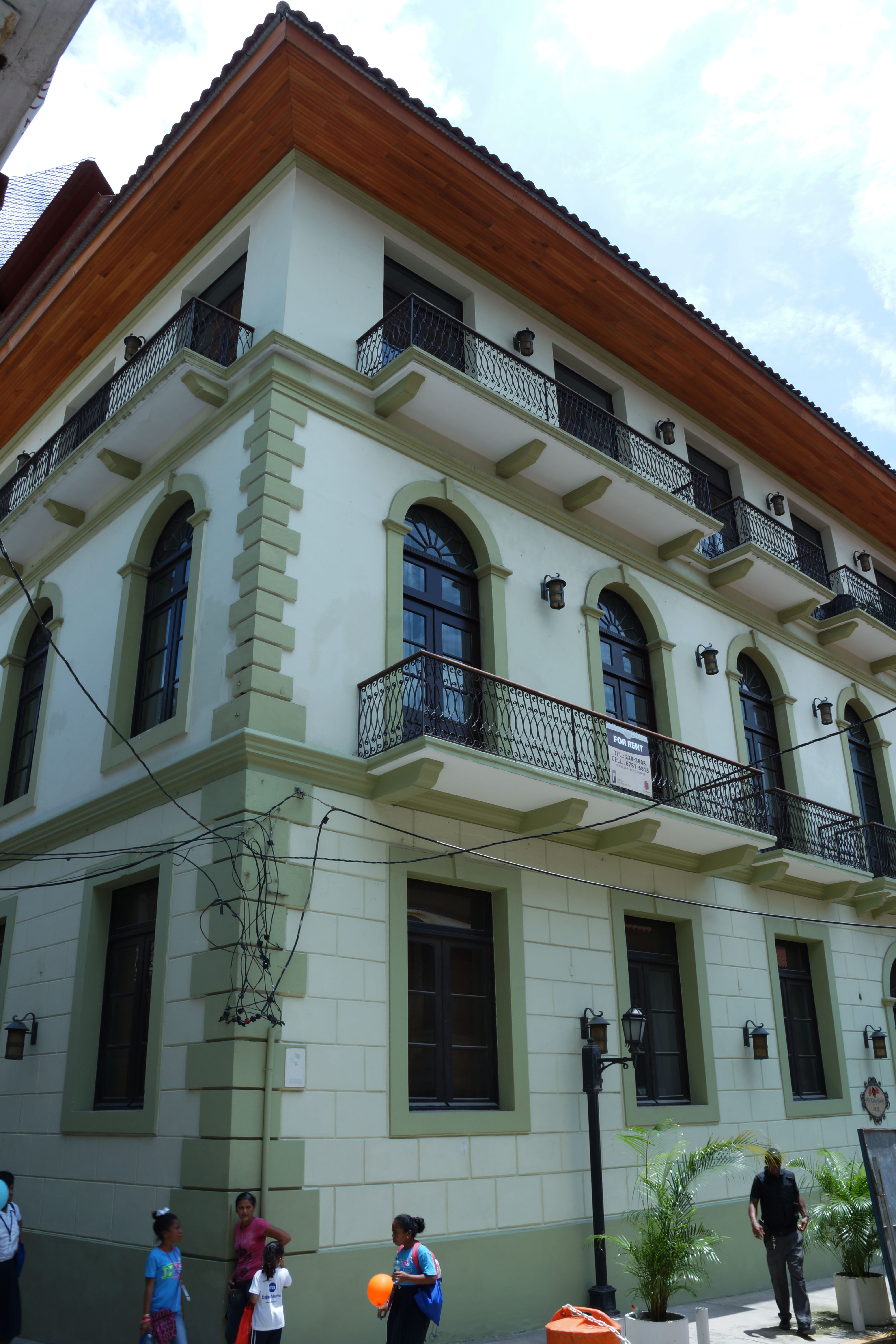
Casa Garay
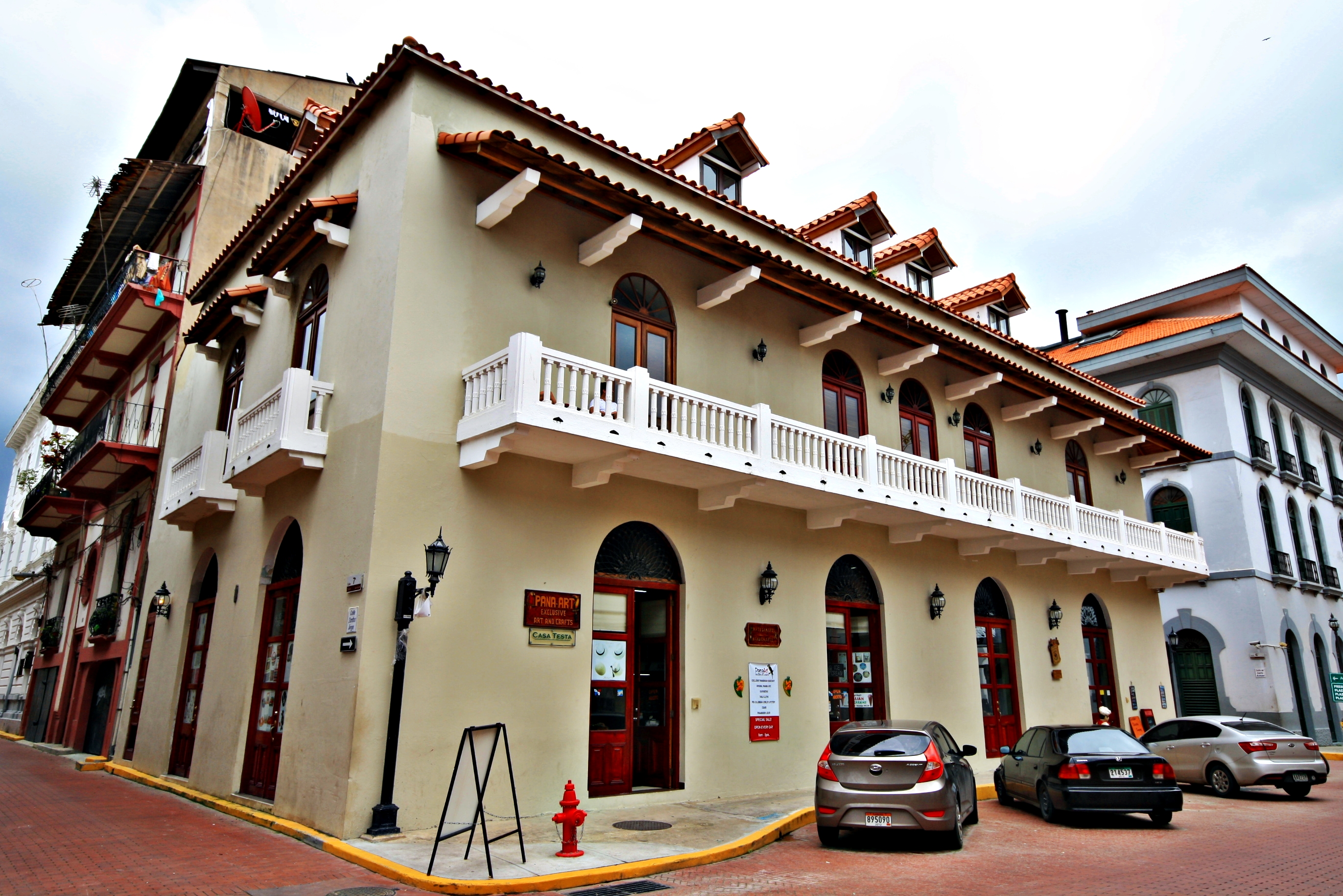
Casa Testa